# Havelsee
Havelsee [ˈhaːfl̩zeː] ist eine Landstadt im Westen des Landes Brandenburg mit etwas mehr als 3000 Einwohnern. Sie ist Teil des Amtes Beetzsee im Landkreis Potsdam-Mittelmark und entstand 2002 durch den freiwilligen Zusammenschluss der Stadt Pritzerbe und der Gemeinden Fohrde, Briest und Hohenferchesar im Vorfeld der geplanten brandenburgischen Gemeindegebietsreform 2003. 2008 kam als fünfter Ortsteil das Dorf Marzahne hinzu. Namensgeber Havelsees sind die Havel und der Pritzerber See, die das Bild der Stadt weitgehend dominieren.

## Geographie

### Geographische Lage

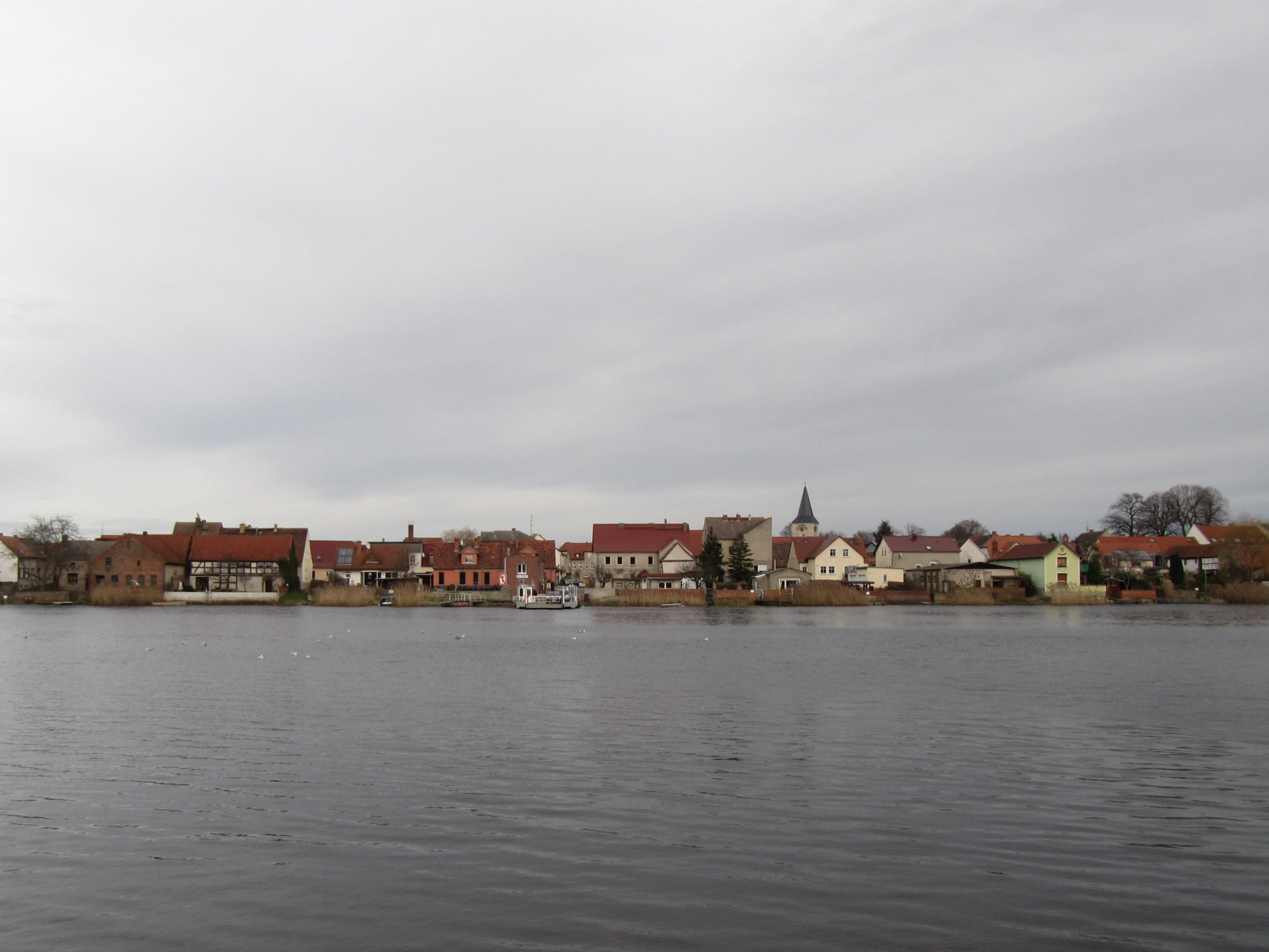
Havelsees Ortsteil Pritzerbe an der Havel

Die Stadt Havelsee hat eine Fläche von 81 Quadratkilometern. Sie erscheint dabei annähernd in Form eines Dreiecks, dessen Ecken nach Süden, Nordwesten und Osten zeigen. Der weitaus überwiegende Teil der Stadt liegt östlich der Havel, die sie aus Süden kommend in Richtung Nordwesten durchfließt. Nahezu zentral liegt der Pritzerber See. Direkte Nachbarstädte sind die Mittelstadt Brandenburg an der Havel im Süden als das Oberzentrum der Region und die Kleinstadt Premnitz im Nordwesten. Havelsee befindet sich etwa 45 Kilometer westlich der Bundeshauptstadt Berlin und fast am äußeren Rand der Metropolregion Berlin/Brandenburg. Das Havelufer nördlich des Ortsteils Pritzerbe hat eine Höhe von 28 Metern über Normalnull und ist die niedrigste Stelle des Kreises Potsdam-Mittelmark. Der höchstgelegene Punkt Havelsees befindet sich auf der Grenze zur Gemeinde Beetzsee. Diese führt über den Nordwesthang des insgesamt 89,3 Meter hohen Schwarzen Bergs auf einer Höhe von 83,9 Metern. Die Erhebung ist Teil einer Hügelkette im Osten der Stadt, die durch den Fohrder Berg (67,6 Meter), den Gallberg (68,2 Meter), den Schwarzen Berg, den Eichberg (74,7 Meter), den Mühlenberg (70,8 Meter), den Rabenberg und den Fuchsberg (77,2 Meter) gebildet wird. Zwischen den Hügeln liegen Trockentäler. Östlich der Hügelkette befindet sich das eiszeitliche Gletscherzungenbecken beziehungsweise die Schmelzwasserrinne des Marzahner Fenns.

### Stadtgliederung
Die Stadt gliedert sich in fünf Orts- und drei Gemeindeteile. Die Ortsteile sind im Einzelnen: Briest als altes Fischerdorf an der Havel im Süden, nördlich davon Fohrde zwischen dem südlichen Ufer des Pritzerber Sees und dem Fluss, Hohenferchesar am östlichen Ufer des Sees und die ehemalige Stadt Pritzerbe zwischen dem nördlichen Seeufer und der Havel. Der Ortsteil Marzahne liegt abseits der Havel und des Sees im Osten der Stadt. Ein Gemeindeteil Havelsees ist das zur Zeit der Stadtgründung zu Fohrde gehörende Tieckow. Es liegt etwa einen Kilometer südwestlich von Fohrde. Kützkow befindet sich als einziger Teil Havelsees auf der westlichen Havelseite. Der Gemeindeteil Seelensdorf liegt im Norden im Seelensdorfer Forst. Daneben gibt es noch einzelne Wohnplätze. Namentlich benannt sind das zu Briest gehörende Kaltenhausen südlich des Dorfes und Krahnepuhl nördlich, etwa auf halbem Weg nach Tieckow. Tieckow hat circa einen Kilometer südlich des Dorfes ein altes Vorwerk, den Wohnplatz Kolonie Tieckow. Zu Fohrde gehört die an der Havel gelegene Rote Ziegelei, zu Pritzerbe der Heidehof, und bei Hohenferchesar liegt der Bruderhof.

### Geologie

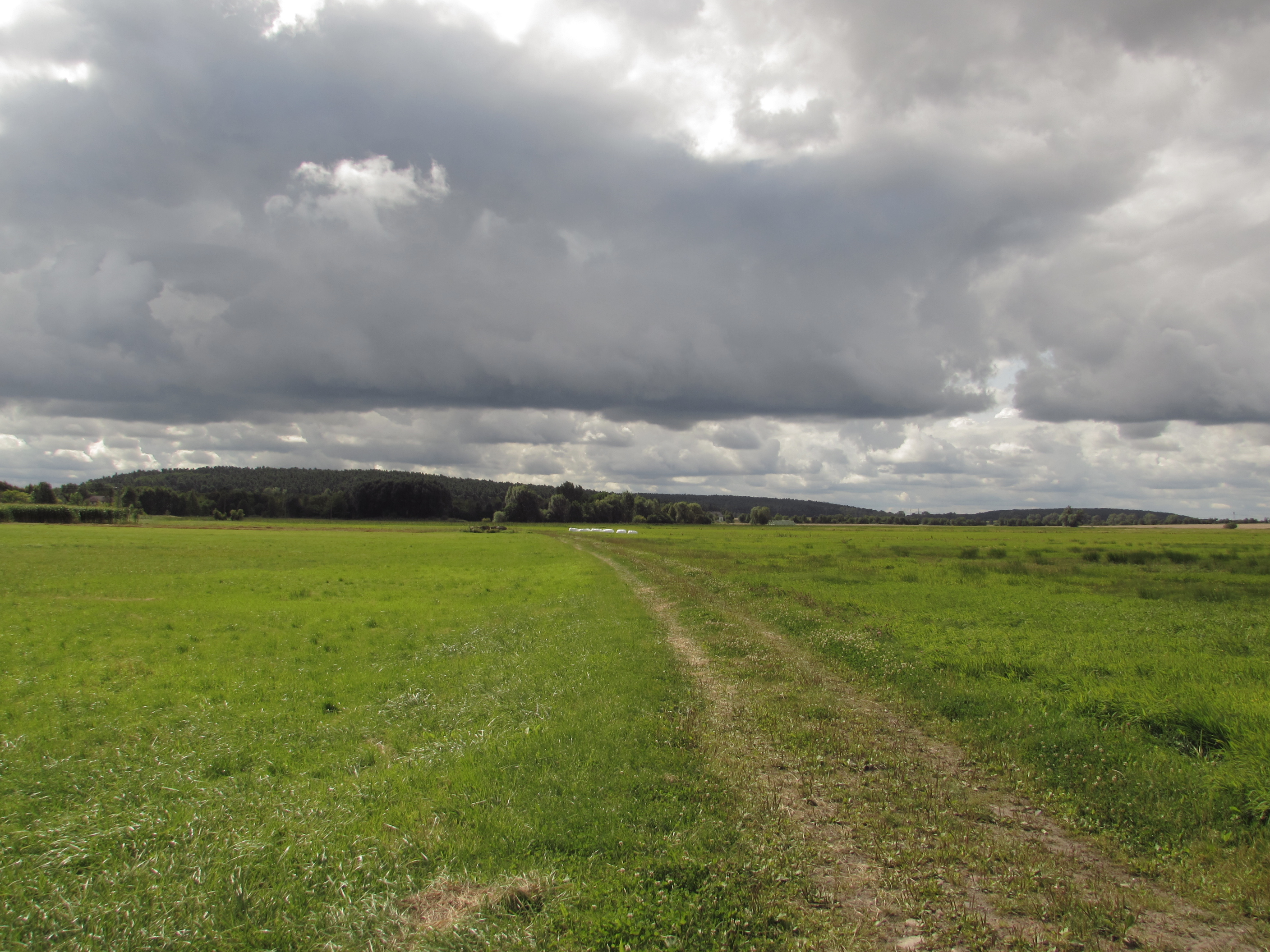
Die bewaldeten Stauchmoränen Eichberg, Schwarzer Berg und Gallberg

Der westliche Teil Havelsees liegt in einem Zwischenurstromtal, das in der jüngsten, der Weichsel-Eiszeit vor etwa 15.000 Jahren durch den Abfluss von Schmelzwässern entstand und für die Ablagerung fluviatiler Talsande sorgte. In dieser Urstromtalung fließt die Havel, die neue Sedimente anschwemmt. Westlich von Kützkow und nördlich von Pritzerbe gibt es zwei kleine Grundmoränenkomplexe, die von Sedimenten der alten Urstromtalung umgeben sind. Unterbrochen werden diese Sedimente an mehreren Stellen von großflächigen Moorbildungen. Nordöstlich der Linie Pritzerbe–Fohrde erstreckt sich eine Rinnenbeckenreihe mit dem Pritzerber See und weiteren kleineren Seen. Weiter nordöstlich queren Dünenzüge die flacher werdende Rinnenniederung, bis sie sich verliert.
Der östliche Teil Havelsees hin zum Ortsteil Marzahne liegt auf Grundmoränenhochflächen der Nauener Platte. Von Hohenferchesar am östlichen Rande des Pritzerber Sees ansteigend, erstreckt sich die Grundmoränenplatte ostwärts und bildet schließlich eine Hügelkette mit den Stauchmoränenkuppen Fohrder Berg, Schwarzer Berg und Fuchsberg mit typischen, vorwiegend kiesigen bis feinsandigen Ablagerungen. Zwischen diesen Endmoränenkomplexen befinden sich sandige Schmelzwassersedimente der sogenannten Vorschüttphase. Östlich der Hügelkette liegt ein Gletscherzungenbecken beziehungsweise eine Schmelzwasserrinne, das Marzahner Fenn, das von Moorbildung geprägt ist. Südwestlich des Schwarzen Berges beziehungsweise südöstlich des Gallberges beginnt die nach Süden laufende glaziale Rinne Bohnenland-Görden-Rinne. Sie verläuft etwa einen Kilometer auf dem Gebiet Havelsees.

### Böden
Im Gebiet der Stadt gibt es verschiedene Böden, wobei die westlichen Bereiche von unterschiedlichen Subtypen des Gleys dominiert werden. Im Osten des Stadtgebietes sind dagegen Braunerde- und Fahlerdeböden vorherrschend. Nördlich von Pritzerbe bis nördlich von Marzahne erstreckt sich ein breiter Streifen Podsol. Ausgedehnte Erdniedermoore gibt es an verschiedenen Stellen im gesamten Gebiet Havelsees, im Nordwesten in der Pritzerber Laake, im Osten im Marzahner Fenn, südlich und östlich des Pritzerber Sees, unmittelbar westlich Marzahnes, östlich von Briest und nordwestlich von Pritzerbe beiderseits der Havel.

### Gewässer
Wichtigstes Gewässer und einziger Fluss in der Stadt ist die Havel, die den Ort von Süden kommend nach Nordwesten in einer alten Urstromtalung durchfließt. Der Fluss ist in Havelsee als Bundeswasserstraße Teil der Unteren Havel-Wasserstraße und mit der Binnenwasserstraßenklasse III klassifiziert. Die biologische Gewässergüte der Havel erreicht im Ort die Güteklasse II bis III, womit sie als kritisch belastet gilt. Bis auf ein Gebiet im Norden der Stadt in der Seelensdorfer Heide und der Pritzerber Laake, das zum Wassereinzugsgebiet des Großen Havelländischen Hauptkanals gehört, ist die Stadt direktes Einzugsgebiet der Havel. Weite an den Fluss grenzende Flächen, vor allem Bereiche nordwestlich Pritzerbes, sind als zwei- beziehungsweise zehnjährige Überschwemmungsflächen ausgewiesen.
Inmitten des Stadtgebietes liegt als größter See auf einer Fläche von circa 190 Hektar der maximal 6 Meter tiefe Pritzerber See, der zur Havel entwässert. Dieser See ist ein eutrophes beziehungsweise schwach polytrophes stehendes Gewässer mit sehr flachen und vermoorten Ufern. Der südliche Bereich zwischen den Ortsteilen Fohrde und Hohenferchesar ist vollständig verlandet. Ebenso wie an der Havel sind auch am Pritzerber See ausgedehnte Uferbereiche zwei- beziehungsweise zehnjährige Überschwemmungsflächen und stehen regelmäßig unter Wasser. Der Zu- beziehungsweise Abfluss ist durch einen Damm, über den zwei Brücken zwischen Pritzerbe und Fohrde führen, eingeengt. Neben dem Pritzerber See gibt es im Stadtgebiet mehrere kleinere Seen wie den Kranepfuhl und den Weißen See. Der Weiße See nordöstlich des Pritzerber Sees ist als schwach eutrophes stehendes Gewässer beschrieben.
Eine Vielzahl von Gräben durchzieht das Stadtgebiet, die in erster Linie für die Drainage von Feuchtgebieten, Mooren und Überschwemmungsflächen angelegt wurden. Die Gräben dienen teilweise auch dem Abfluss kleinerer Seen in der Stadt. Das Marzahner Fenn wird über ein Grabensystem ostwärts zu den sogenannten Erdelöchern in der Nähe Radeweges und weiter zum Beetzsee entwässert. Im Hauptgraben, dem sogenannten Russengraben, befinden sich im Stadtgebiet drei der vier Wehre dieses Systems, die der Regulierung des Abflusses dienen. Ein anderes Grabensystem führt vom Waldsee des Weißen Fenn Marzahne zum Pritzerber See und nimmt unter anderem Wasser aus den Moorflächen westlich Marzahnes und aus dem Weißen See auf. Dieses Drainagesystem wird über ein Wehr kurz vor dem Pritzerber See reguliert. Der Hauptgraben dieses Systems heißt Roter Graben. Der Bohnenländer See im Stadtgebiet Brandenburgs wird über einen Graben in die Havel südlich von Tieckow entwässert. Innerhalb von Havelsee wird das Eisengraben genannte Fließgewässer über drei Wehre gesteuert und nimmt unter anderem einen Abflussgraben aus dem Kranepfuhl auf. Ein weiteres System von Gräben, mit dem die Überschwemmungsflächen der Havel entwässert werden können, befindet sich nordwestlich von Pritzerbe. Dort steht auch das einzige Schöpfwerk der Stadt, über das höhergelegene und trockene Bereiche bewässert werden können. Die Stadtgebiete auf der westlichen Havelseite verfügen ebenfalls über ein eigenes Grabensystem zur Havel, der Abfluss aus Teilen des Seelensdorfer Forstes und der Pritzerber Laake erfolgt in Richtung des Havelländischen Hauptkanals.
Im Stadtgebiet gibt es zwei ausgewiesene Trinkwasserschutzgebiete. Das erste mit dem Wasserwerk der Stadt liegt nördlich von Pritzerbe. Ein zweites Trinkwasserschutzgebiet im Süden rund um Briest erstreckt sich über die Stadtgrenze hinaus nach Brandenburg.

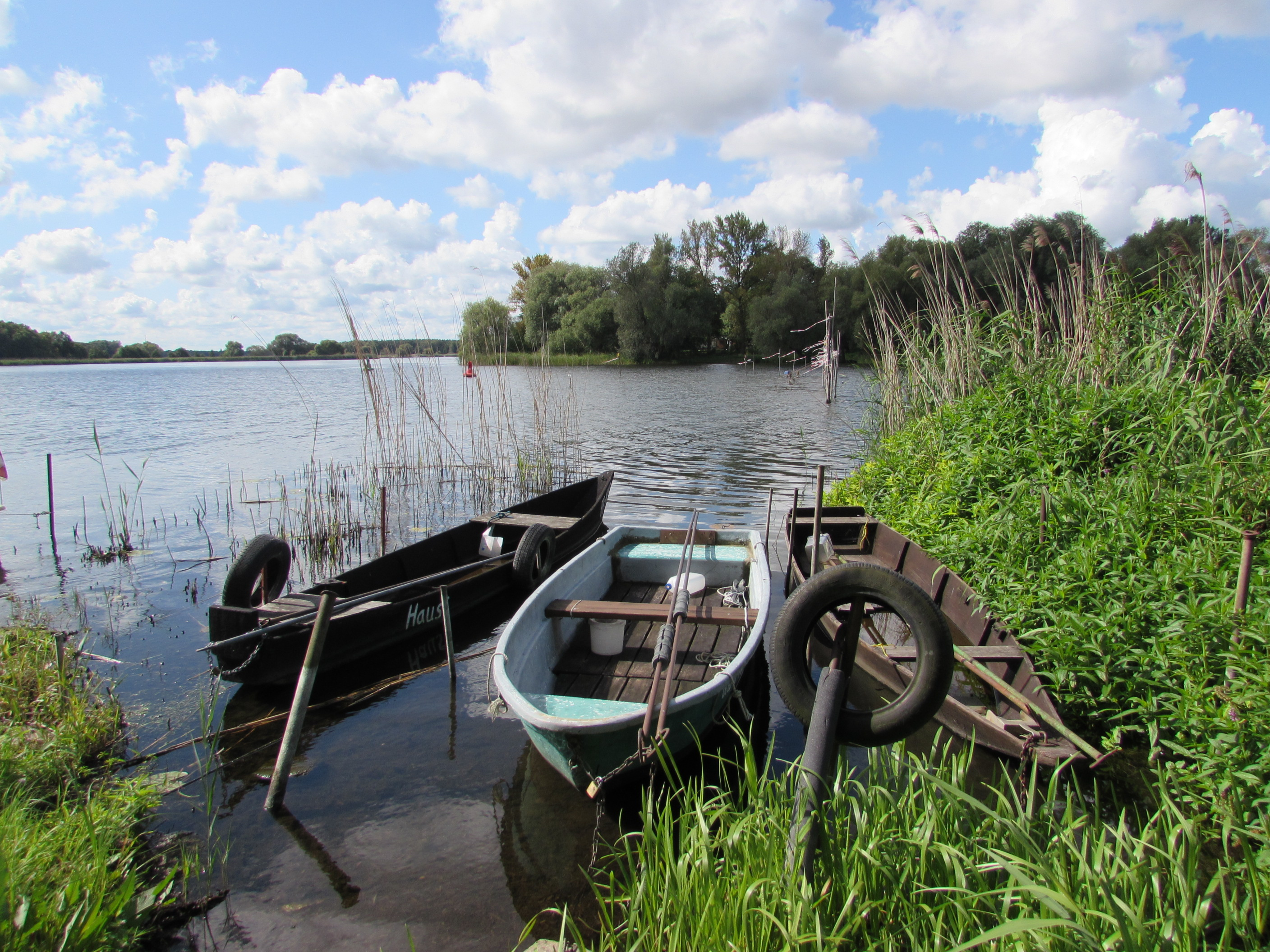
Die Havel bei Pritzerbe
Der Pritzerber See
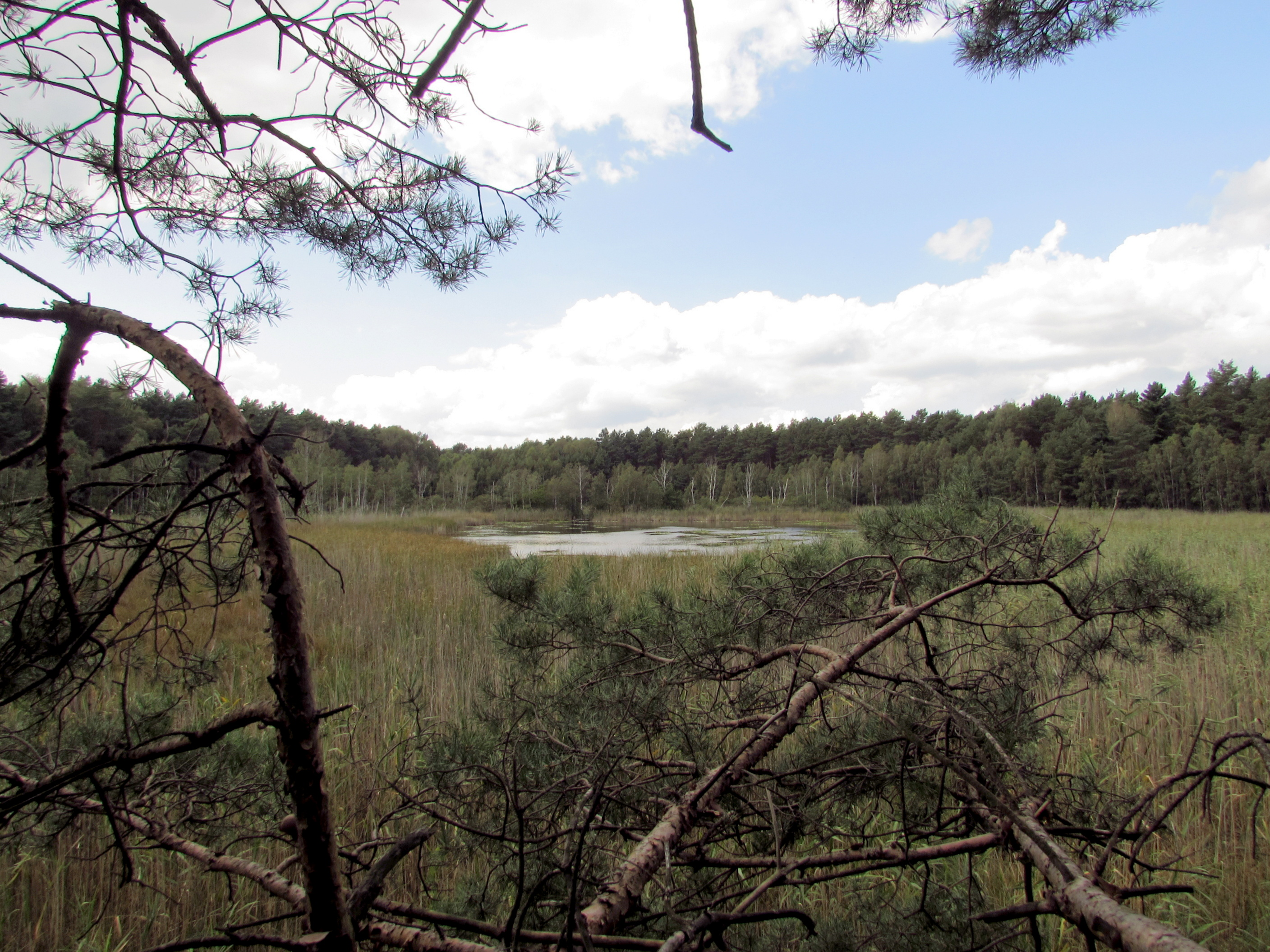
Das Weiße Fenn Marzahne

### Nachbarstädte und -gemeinden
An die Stadt Havelsee grenzen im Uhrzeigersinn folgende Städte und Gemeinden:
Im Westen die Gemeinde Milower Land,
im Nordwesten die Stadt Premnitz, im Norden die Gemeinden Nennhausen und Märkisch Luch, die zum Landkreis Havelland gehören,
im Osten die Gemeinden Beetzseeheide und Beetzsee als Teile des Landkreises Potsdam-Mittelmark und im Süden die kreisfreie Stadt Brandenburg an der Havel.

## Geschichte
|  | 948           | Erste urkundliche Erwähnung Pritzerbes. |
|  | 983           | Slawenaufstand |
|  | 1157          | Rückeroberung ostelbischer Gebiete durch Albrecht den Bären |
|  | 1161          | Pritzerbe als Mittelpunkt eines Burgbezirks |
|  | 1186          | Erste urkundliche Erwähnung Hohenferchesars und Marzahnes |
|  | 1207          | Pritzerbes erster Kirchenbau |
|  | 1217          | Kirchbau in Marzahne |
|  | 1227          | Erste urkundliche Erwähnung von Fohrde |
|  | 1294          | Erste urkundliche Erwähnung Briests |
|  | 1317          | Erste urkundliche Erwähnung Tieckows |
|  | 1336          | Erstes dokumentiertes Hochwasser in Pritzerbe |
|  | 1368          | Erste urkundliche Erwähnung von Kützkow |
|  | 1375          | Erste urkundliche Erwähnung von Seelensdorf |
|  | 1385          | Urkundliche Erwähnung eines Kirchbaus in Tieckow |
|  | 1399          | Schlacht zwischen Brandenburger und Magdeburger Rittern bei Marzahne |
|  | 1417          | Plünderung Tieckows durch Raubritter |
|  | 1424          | Pritzerbe wird Marktort |
|  | 1518          | Erneuerung der Tieckower Kirche |
|  | 1548          | Letzte Bischofstagung in Pritzerbe |
|  | 1560          | Übertragung kirchlichen Besitzes in Havelsee auf den Kurfürsten |
|  | 1598          | Ein Brand zerstört weite Teile der Stadt Pritzerbe |
|  | 1607          | Ein Brand zerstört die Dorfkirche Marzahnes |
|  | 1618 bis 1648 | Dreißigjähriger Krieg; endgültige Zerstörung der Kirche Tieckows |
|  | 1675          | Besetzung und Plünderung Pritzerbes durch schwedische Truppen |
|  | 1714          | In Pritzerbe wird die Akzise eingeführt |
|  | 1765          | Kirchbau in Fohrde |
|  | 1773          | Stadtbrand in Pritzerbe |
|  | 1776          | Gründung der Schiffergilde in Pritzerbe |
|  | 1793          | Weihe der neuen Stadtkirche Pritzerbes |
|  | 1827          | Ein Brand zerstört Hohenferchesar |
|  | 1831          | Neubau der Hohenferchesarer Kirche |
|  | 1855          | Pritzerbe für kurze Zeit Kreisstadt |
|  | 1888/89       | Bau der Dorfkirche in Briest |
|  | 1895–97       | Brückenbau zwischen Fohrde und Pritzerbe |
|  | 1899          | Gründung der Schifferfachschule in Pritzerbe |
|  | 1904          | Brandenburgische Städtebahn bindet Pritzerbe und Fohrde an |
|  | 1914          | Bau eines Flugplatzes bei Briest |
|  | 1929          | Letztes in Pritzerbe gebautes Schiff |
|  | 1936          | Ausbau des Militärflugplatzes Brandenburg-Briest |
|  | 1945          | Zweiter Weltkrieg: Bombenangriffe zerstören Brandenburg-Briest und Teile des Dorfes; Sprengung der Havelfähren und Brücken bei Pritzerbe; Kämpfe an der Havel; Beginn der Bodenreform in den Gemeinden |
|  | 1950          | Eingemeindung von Kützkow nach Pritzerbe und von Tieckow nach Fohrde |
|  | 1956          | Wechsel Krahnepuhls nach Briest |
|  | 2002          | Gründung der Stadt Havelsee, Eingemeindung Marzahnes nach Beetzsee |
|  | 2008          | Wechsel Marzahnes in die Stadt Havelsee |

### Ur- und Frühgeschichte

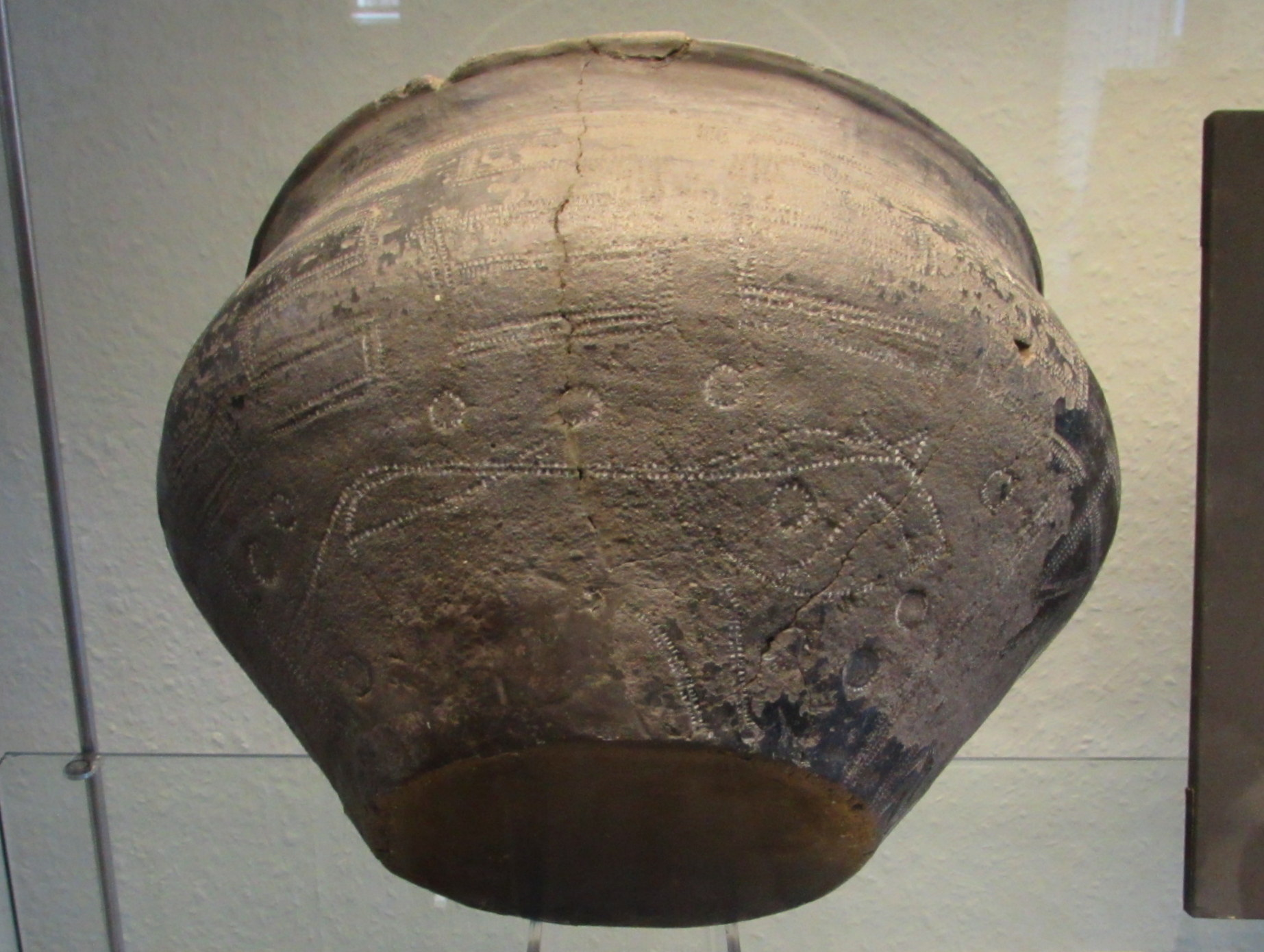
Urne mit Pferdedarstellung, 1. bis 2. Jahrhundert, Fundplatz Gallberg bei Hohenferchesar, Kreismuseum Jerichower Land in Genthin

Bereits in vorgeschichtlicher Zeit war die Gegend Havelsees von Menschen bewohnt. Anhand archäologischer Funde konnten Besiedlungen des Raums spätestens seit der mittleren Steinzeit nachgewiesen werden. So wurden im Gebiet des Pritzerber Sees zahlreiche Artefakte aus Knochen und Geweih ausgegraben, die in die jungpaläolithische beziehungsweise mesolithische Zeit datiert werden konnten. Dies waren beispielsweise eine Geweihhacke, Fischspieße, knöcherne Angelhaken und ein Schwirrgerät. Aus der jüngeren Steinzeit liegen aus der Pritzerber Gegend ebenfalls Einzelfunde vor.
Aus der Bronzezeit stammt ein nordöstlich der Stadt entdecktes Hügelgrab, und anhand von Grabfunden konnte eine erste Besiedlung im Bereich des Ortsteils Briest in der Bronze- bis früheren Eisenzeit (etwa 1000 bis 800 v. Chr.) nachgewiesen werden. Weiterhin konnten bronzezeitliche Siedlungsreste bei Hohenferchesar dokumentiert werden. Eisenzeitliche Grabfelder wurden in der Umgebung des Pritzerber Sees gefunden. Auf der westlichen Havelseite bei Kützkow und in der Nähe Fohrdes wurden Gräber aus der späten römischen Kaiserzeit gefunden. Am Gallberg konnten mehrere Urnengräberfelder verschiedener prähistorischer Epochen, von der späten Bronze- bis zur späten römischen Kaiserzeit, gesichert werden. Beispielsweise fand man eines der ausgedehntesten Gräberfelder der ersten nachchristlichen Jahrhunderte des Havellandes. Es wurden neben anderem eine Urne mit einer Pferdedarstellung und als Grabbeigaben Fibeln gefunden. Große Teile der Funde befinden sich heute in einer Sammlung im Kreismuseum Jerichower Land in Genthin.
In seinem Werk Germania beschrieb Tacitus die Gegend östlich der Elbe bis an die Oder als Siedlungsgebiet des suebischen Stamms der Semnonen. Bis auf wenige Restgruppen verließen die Semnonen noch vor beziehungsweise spätestens während der Zeit der Völkerwanderung ab dem 3. beziehungsweise 4. Jahrhundert ihr altes Siedlungsgebiet an der Havel in Richtung des Rheins. Ab dem 5. beziehungsweise 6. Jahrhundert kam die germanische Siedlungstätigkeit weitgehend zum Erliegen. Es liegen für diese Zeit bis ins 8. Jahrhundert nur noch wenige archäologische Funde vor. Anfang des 8. Jahrhunderts wanderten Slawen in das nach der Abwanderung der Germanen weitgehend siedlungsleere Gebiet ein. Reste germanischer Bevölkerung gingen in der slawischen Mehrheitsbevölkerung auf. Aus dieser Zeit stammen beispielsweise Silberschmuckfunde in der Gegend um Briest.

### Früh- und Hochmittelalter

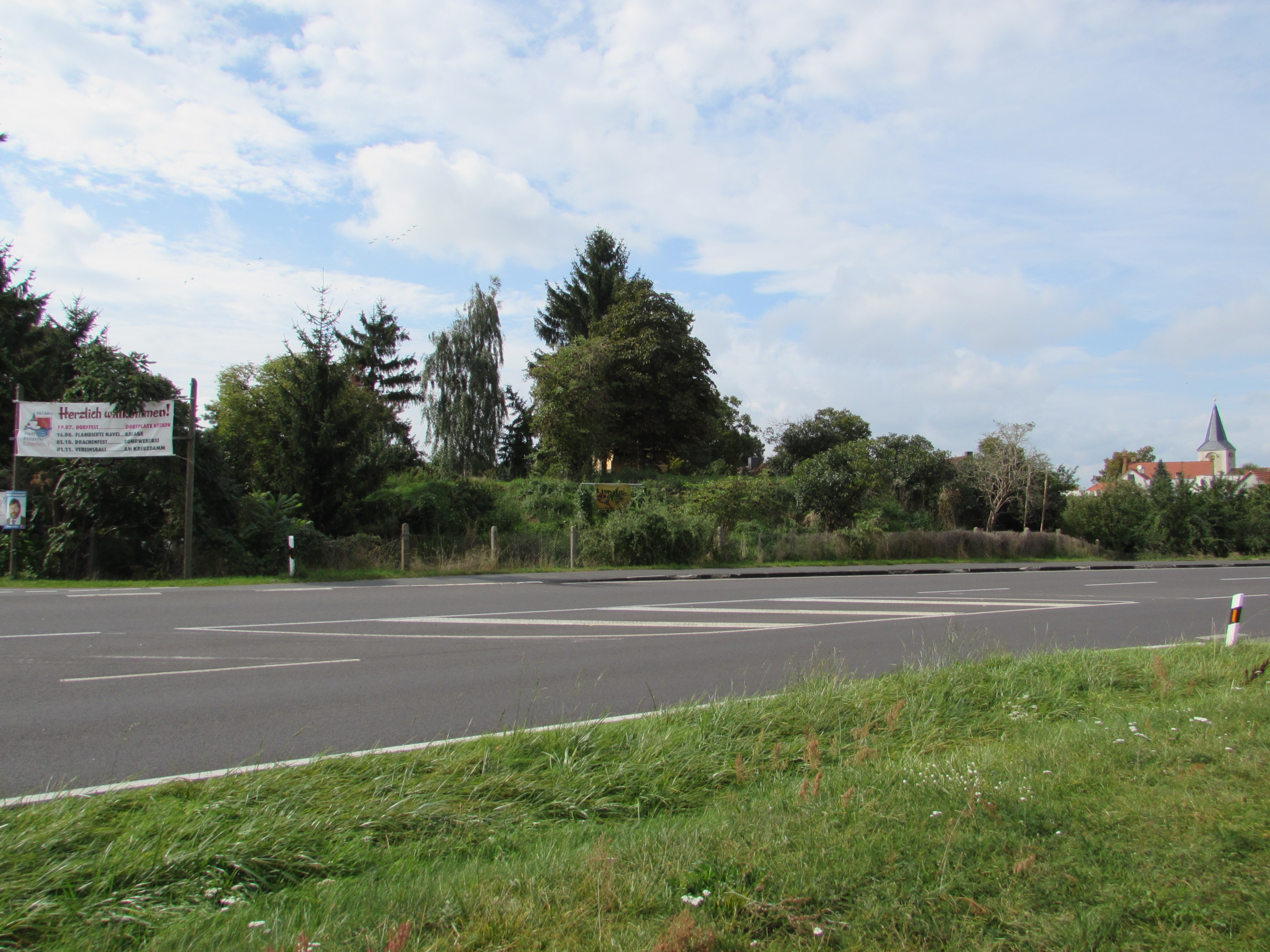
Burgstall der ehemaligen bischöflichen Burg Pritzerbe

Nachdem die slawische Burg Brandenburg 20 Jahre zuvor von Heinrich I. erobert worden war, errichtete König Otto I. im Jahre 948 das Bistum Brandenburg. In diesem Zusammenhang wurde die ehemalige Stadt Pritzerbe erstmals als civitas Prizervi urkundlich erwähnt. Der Kaiser übertrug dem von ihm neu gegründeten Bistum beziehungsweise dem bischöflichen Reichsfürstentum, dem Hochstift Brandenburg, die Orte Pritzerbe und Ziesar mitsamt den umliegenden Ländereien. Da es 983 zu einem Aufstand der Slawen kam, bei dem Brandenburg mitsamt seinen umliegenden Gebieten in die Hände heidnischer Slawen zurückfiel, lebten die Bischöfe ab dieser Zeit zwar formal in kontinuierlicher Besetzung, jedoch im Exil in Magdeburg als Titularbischöfe und hatten keine Herrschaft über ihre Gebiete im Osten an der Havel. Dieser Zustand bestand fast 200 Jahre, bis 1157 Albrecht der Bär Brandenburg zurückerobern konnte.
Es dauerte bis 1161, bis Pritzerbe wieder erwähnt wurde. Laut einer Bestätigungsurkunde des Kaisers Friedrich I. aus dem Jahr 1161 bildete es den Mittelpunkt eines Burgbezirks. Der Fürstbischof von Brandenburg ließ die Burg Pritzerbe zum Schutz des Verkehrs auf der Havel und der am Ostufer verlaufenden Landstraße, die Brandenburg mit Havelberg verband, im Winkel zwischen Fluss und Pritzerber See an der Stelle einer vormaligen slawischen Befestigung errichten. Diese Burg diente auch dem Sitz der Verwaltung der umliegenden Güter durch einen Vogt. Fünfundzwanzig Jahre später, 1186, wurde das Kirchdorf Hohenferchesar („Verchiezere“) gemeinsam mit Marzahne („Marzane“) erstmals urkundlich erwähnt. Der Bischof Brandenburgs bestätigte in der Urkunde dem Domkapitel umfangreichen Güterbesitz. Teile dieses Besitzes waren die zum Burgward Pritzerbe gehörende Kirche Hohenferchesars und die Kapelle Marzahnes. Letztere war eine Filialkirche von Hohenferchesar. Im Jahr 1194 übertrug der Bischof von Brandenburg dem Domkapitel nach dem Tod des Vorbesitzers Rudolf von Jerichow auch das gesamte Dorf Marzahne („Merscane“).
Anfang des 13. Jahrhunderts, vermutlich im Jahre 1207 oder 1208, gab es in Pritzerbe einen ersten Kirchenbau, eine Marienkirche, die bei späteren Bränden jedoch völlig zerstört wurde. Ab dem Jahr 1216 war die Stadt neben Brandenburg und Ziesar wiederholt Bischofsresidenz. Der Ritter Daniel von Mukede wurde 1215 erstmals erwähnt, als er dem Brandenburger Domkapitel sechs Hufen Land im Dorf Marzahne „zur Unterhaltung eines ewigen Lichts“ in der Domkirche schenkte. Darauf wurde in Marzahne 1217 an der Stelle der Kapelle eine Kirche gebaut. In diesem Zusammenhang wurde Hohenferchesar, dessen Filialkirche Marzahne blieb, als im Lande Pritzerbe, „in territorio Pritzerwe“, liegend beschrieben. 1220 übereignete Daniel von Mukede ein Lehen des Grafen Siegfried von Osterburg und Altenhausen in Hohenferchesar mit vier Hufen Land dem Hospital des Domstifts Brandenburg. 1225 übertrug von Mukede in Pritzerbe vier Hufen Land und eine Wiese an das Domstift. Das Pritzerbe am See gegenüberliegende Dorf Fohrde wurde erstmals am 4. Februar 1227 als „Verden“ in einer Urkunde erwähnt. In dieser bestätigte der Bischof von Brandenburg als Lehnsherr abermals eine Schenkung, diesmal dreier Hufen Land, durch den späteren Domherren Daniel von Mukede an das Brandenburger Domhospital. Sieben Jahre später, am 27. Februar 1234, bestätigte Papst Gregor IX. urkundlich den kirchlichen Besitz in der „villa Vorden“.

### Spätmittelalter

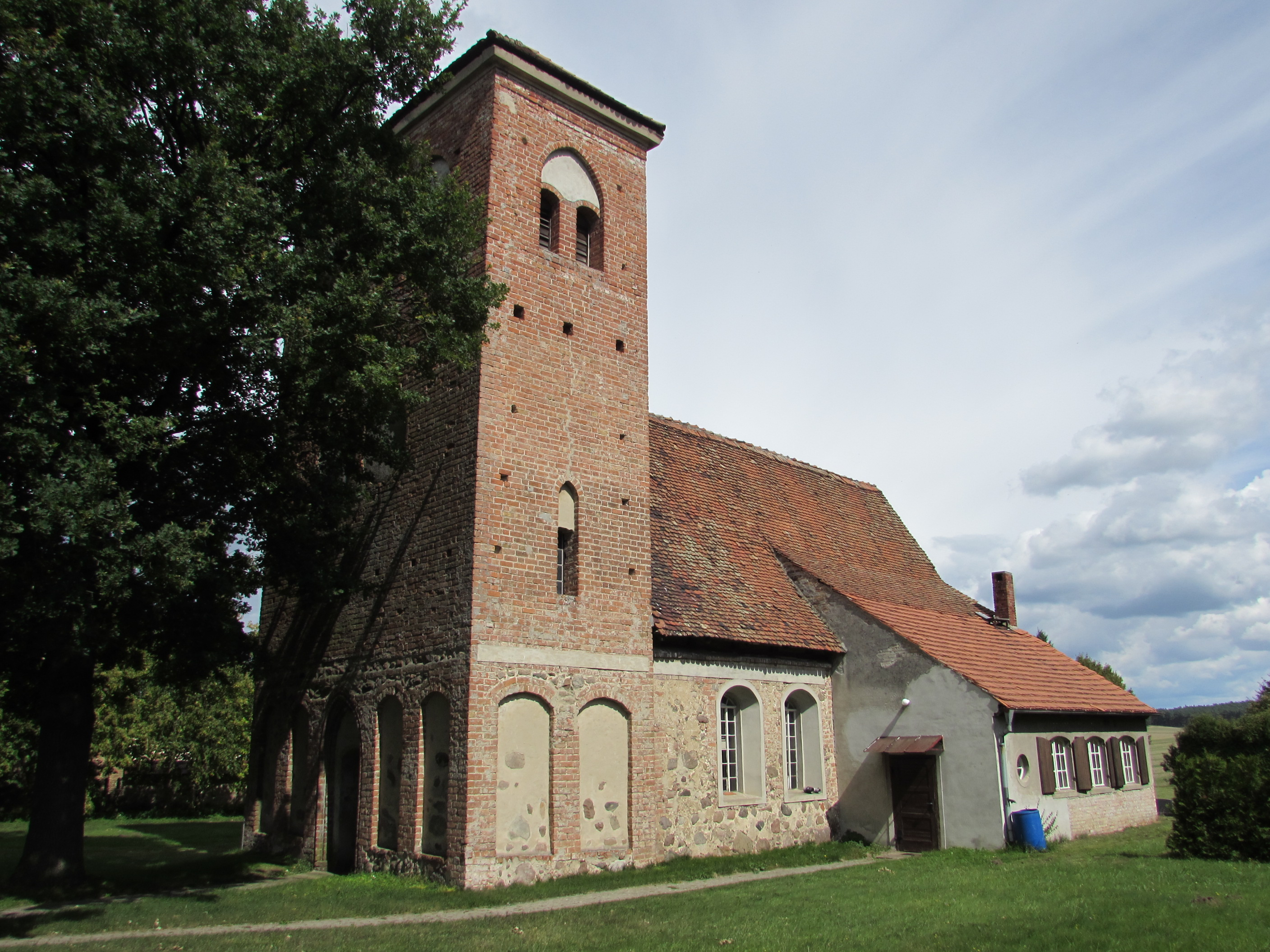
Kirche Marzahne

Das im Süden der Stadt Havelsee liegende alte Fischerdorf Briest wurde erstmals im späten 13. Jahrhundert, 1294, als „Brisitz“ urkundlich erwähnt. In der Erwähnungsurkunde überschrieb die Altstadt Brandenburg Fischereirechte auf der Havel dem Kloster Lehnin bis an das Dorf Briest. Eine deutsche Siedlung mit dem Namen Briest existierte bereits seit dem 12. Jahrhundert, lag aber wohl am gegenüberliegenden Ufer der Havel.
Aufgrund von archäologischen Funden wird eine Besiedlung im Gebiet des Dorfes Tieckow spätestens für das 9. bis 12. Jahrhundert angenommen. Die erste urkundliche Erwähnung eines „Tikow“ stammt aus dem Jahr 1317, als es zusammen mit dem Dorf Weseram dem Domkapitel Brandenburg überschrieben wurde. Drei Jahre später wurde ein „Thikowe“ als villa Slavicas, als slawische Siedlung, erwähnt. Ob es sich um zwei verschiedene Tieckow, ein deutsches und ein slawisches, handelte oder ob jeweils derselbe Ort gemeint war, lässt sich nicht feststellen.
Als bischöfliche Residenzstadt wurde Pritzerbe aufgegeben, nachdem im 14. Jahrhundert in Ziesar die Bischofsburg ausgebaut worden war. 1336 ereignete sich das erste dokumentierte Hochwasser in der Stadt nach einem Bruch eines Elbdeichs bei Jerichow. 1341 wurde erstmals eine Fährverbindung nach Fohrde über den Pritzerber See beschrieben. Diese hatte nach den Aufzeichnungen bereits „seit alters“ bestanden und war eine gute Einnahmequelle des Bischofs. Kützkow wurde als Cusk und später als Kuczkow in den magdeburgischen Lehnsregistern nach 1368 erstmals erwähnt. Es war zu dieser Zeit Lehnsbesitz unterschiedlicher Vasallen. In den Registern wurden unter anderem die Familien von Zille, von dem Werder und vom Rosenberg genannt.
Im Landbuch Karls IV. von 1375 fanden die Dörfer Briest, Fohrde, Marzahne, Tieckow und Seelensdorf Erwähnung. Briest wurde als Fischerdorf mit 14 Hufen Land im Besitz des Lehnsherren von Sandow beschrieben. Fohrde befand sich bis zur Mitte des 16. Jahrhunderts im Besitz des Bistums Brandenburg, das es zeitweise als Lehen vergab, und nicht des Domkapitels. So gehörte es 1375 zum Lehnsbesitz eines Knappen Gercke Kothe. In Marzahne („Mertzane“) gab es zu dieser Zeit 30 Hufen Land, und Claus Bochow war dort Lehnsnehmer des Domkapitels. Das Dorf Tieckow hatte 1375 12 Hufen. Der Gemeindeteil Seelensdorf wurde erstmals als Selingestorp erwähnt. Es umfasste 26 Hufen, von denen 2 zur Pfarrei und 24 den Bauern im Ort gehörten. Daneben gab es im Ort sechs Kossäten. Seelensdorf war in Lehnsbesitz der Familie von Brösigke, die ihren Sitz im heutigen Beetzseeheide, in Ketzür, hatte.
Weniger bedeutend als die Verbindung über den Pritzerber See war die 1385 erstmals erwähnte und noch existierende Fährverbindung über die Havel zwischen Kützkow und Pritzerbe. Im gleichen Jahr wurde in Tieckow ein Kirchbau urkundlich erwähnt. 1393 kam Seelensdorf in den Besitz des Domkapitels Brandenburg, wurde jedoch wenig später, gegen 1400, wahrscheinlich aufgelassen und damit zwischenzeitlich eine Wüstung. Eine wichtige Ernährungsgrundlage entlang der Havel blieb die Fischerei. 1394 gab es in Pritzerbe zehn Fischer, welche die Fischereirechte für die Havel und den See gepachtet hatten. 1399 kam es in der Nähe Marzahnes zu einer Schlacht zwischen magdeburgischen und brandenburgischen Rittern, welche die Magdeburger für sich entscheiden konnten.
Das Dorf Kützkow befand sich 1400 im Lehnsbesitz der Familie vom Rosenberg, ehe im weiteren Verlauf des 15. Jahrhunderts Teile vorübergehend ebenfalls zum Brandenburger Domkapitel kamen. 1417 kam es in Tieckow zur Katastrophe, als Raubritter des Erzbistums Magdeburg den Ort plünderten. Tieckow wurde eine Wüstung im Besitz des Prämonstratenserstifts „Unserer lieben Frau auf dem Berge“ auf dem Marienberg vor der Altstadt Brandenburgs. Die Stadt Pritzerbe war spätestens seit 1424 Marktort. In der Nähe der Stadt lag ein bischöfliches Jagdgebiet. Fohrde und Hohenferchesar befanden sich 1450 im Lehnsbesitz eines Lantin beziehungsweise Landin, der auch Besitzungen in Butzow im heutigen Beetzseeheide hatte. Ab 1463 gehörte Briest zum Gut beziehungsweise Amt Plaue. Letzte Lehnsnehmerin Fohrdes unter dem Bischof von Brandenburg war die Familie von Brösike. Im späten Mittelalter wurde die Burg Pritzerbe aufgelassen.

### Frühe Neuzeit

Karte des Hochstifts Brandenburg (1535) mit den Orten Pritzerbe, Hohenferchesar und Fohrde

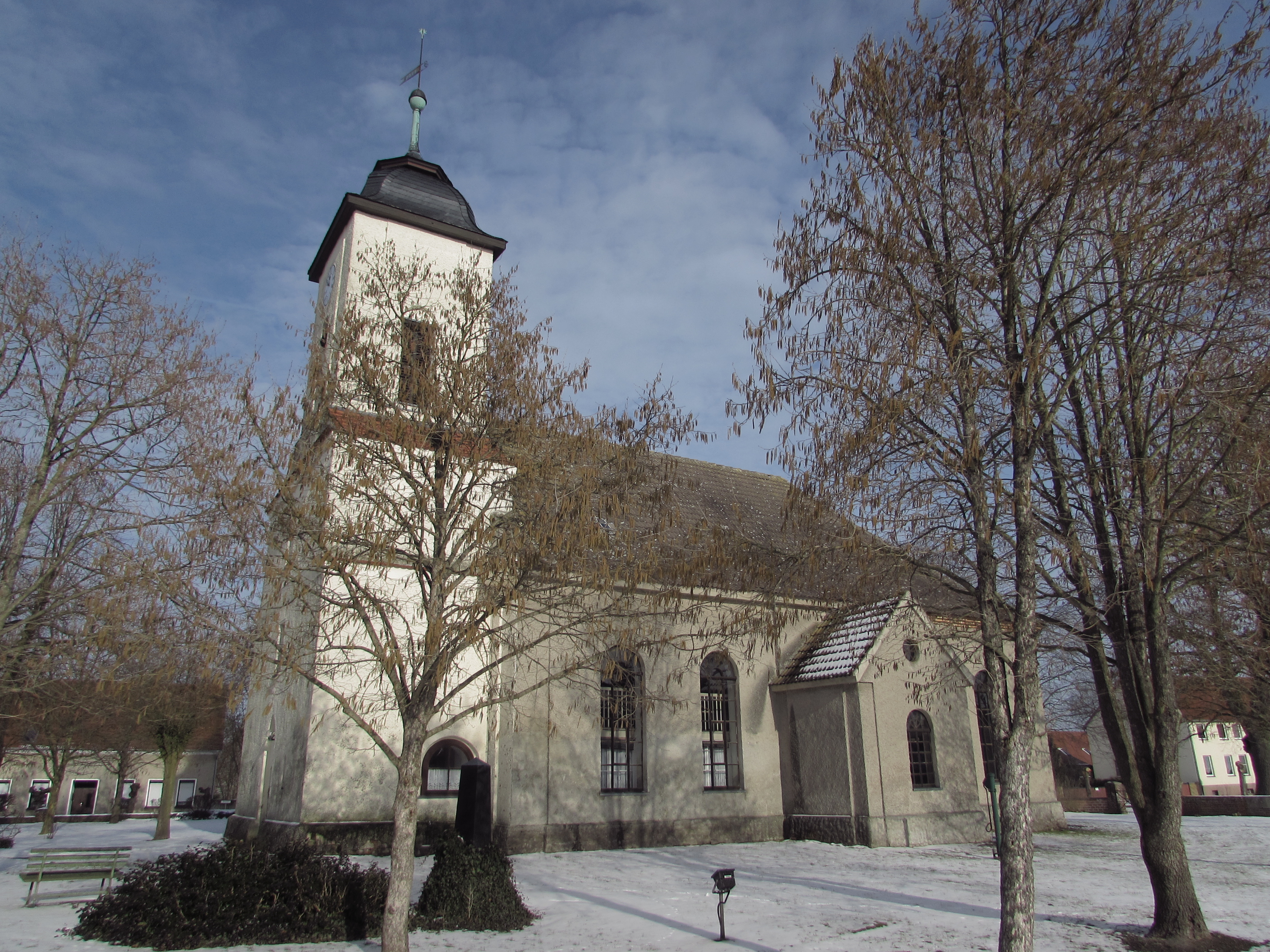
Schlichte barocke Dorfkirche in Fohrde

Unter dem brandenburgischen Kurfürsten Joachim II. und seinem Sohn Johann Georg änderten sich die Besitzverhältnisse im Gebiet Havelsees grundlegend. 1539 führte Joachim II. im Kurfürstentum Brandenburg und im Hochstift Brandenburg die Reformation ein. Dessen Sohn Johann Georg wurde 1560 zum Bischof des Bistums und somit zum Reichsfürst des Hochstifts gewählt beziehungsweise ernannt. 1571 fiel schließlich das zuvor teilsouveräne Hochstift Brandenburg an das Kurfürstentum beziehungsweise ging in ihm auf. In diesem Zusammenhang ging mit der Säkularisation der kirchliche Besitz in und um die Ortsteile Havelsees auf den Kurfürsten über. Aufgrund der bevorstehenden Säkularisation fand bereits im Jahr 1548 letztmals eine Bischofstagung in Pritzerbe statt. Die Stadt verlor ihren Status einer Residenzstadt und verlor an Bedeutung.
Zu Beginn des 16. Jahrhunderts wurde das wüste Tieckow wieder besiedelt. Aus dem ehemals mittelalterlichen Dorf wurde ein Vorwerk mit einer Schäferei. In diesem Zusammenhang wurde auch die alte Tieckower Dorfkirche 1518 erneuert, nachdem sie in der Zeit der Wüstung verfallen war. Das zwischenzeitlich ebenfalls aufgelassene Seelensdorf wurde im Jahr 1541 wieder in Aufzeichnungen genannt. Wie im Tieckow dieser Zeit gab es auch in Seelensdorf eine Schäferei, und der Ort wurde im weiteren zeitlichen Verlauf als Vorwerk beschrieben.
Gegen Ende des 16. Jahrhunderts kam es wieder zu einigen Besitzwechseln in der Gegend Havelsees. So ging 1585 das Rittergut Kützkow für fünfunddreißig Jahre an die Familie von Plotho, und Tieckow wurde gegen Ende des 16. Jahrhunderts von den Besitzern des Rittergutes Plaue übernommen, bei denen es rund 300 Jahre verblieb. In Hohenferchesar war vom 16. bis ins 17. Jahrhundert die Familie von Platow Lehnsnehmer des Kurfürsten. Im Jahr 1598 kam es dann zum ersten dokumentierten Großbrand in Pritzerbe, der weite Teile der Stadt zerstörte.
Im 17. Jahrhundert traf der Dreißigjährige Krieg (1618 bis 1648) auch das protestantische Brandenburg. So drangen unter anderem schwedische Truppen in das Gebiet Havelsees ein und zerstörten die Tieckower Kirche, die nie wieder aufgebaut wurde. So verfügt Tieckow heute über keinen Kirchenbau. Die Briester Kirche wurde in diesem Krieg ebenfalls geplündert und beschädigt. Zu Beginn des Dreißigjährigen Krieges, im Jahre 1620, gingen Rittergut und Dorf Kützkow von der Familie von Plotho in den persönlichen Besitz des Magdeburger Domherren Christoph von Görne über. 1625 wurden die Kützkower Besitzungen zum erblichen Lehen seiner Familie erklärt. Neben Kützkow übernahm die Familie von Görne auch Plaue und damit die Dörfer Briest und Tieckow. Zu der Familie von Görne gehörte in späterer Zeit unter anderem der preußische Finanzminister Friedrich von Görne. Über diesen ist bekannt, dass er 1710 Kützkow im Tausch gegen die Herrschaft über Plaue verließ, während von dort sein Neffe Lewin Werner von Görne auf das Rittergut wechselte. Über die Dorfgemeinde Fohrde ist aus der Frühzeit des Dreißigjährigen Krieges, 1624, dokumentiert, dass sie aus fünfzehn Hüfnern, sieben Kossäten, einem Hirten, einem Laufschmied und einigen Schäferknechten bestand. Insgesamt gehörten 42 Hufen Land zum Ort.
1674 kam es abermals zu einem Krieg mit dem Königreich Schweden, dem zu dieser Zeit Pommern gehörte, und zu Verwüstungen in Havelsee. Während des Nordischen Krieges drangen schwedische Truppen aus Pommern in Brandenburg ein und besetzten 1675 unter anderem das westliche Havelland. Dabei wurde die Stadt Pritzerbe geplündert. Vom Dorf Briest ist die Plünderung der Kirche überliefert. Vor den anrückenden brandenburgischen Truppen zogen sich die Schweden nach Norden zurück, wo es zur Schlacht bei Fehrbellin kam. Nur vierzehn Jahre nach der Plünderung wurde Pritzerbe 1689 durch einen Stadtbrand vollständig zerstört.
In der ersten Hälfte des 18. Jahrhunderts siedelten in Tieckow neben den Schäfern einige Kötter und ein Windmüller. In der Stadt Pritzerbe wurde ebenfalls in der ersten Hälfte des 18. Jahrhunderts, 1714, die Akzise, eine Steuer auf Lebens- und Genussmittel sowie Verbrauchsgüter, eingeführt. Um diese Steuer einziehen zu können, wurde um die Stadt der Graben mit Brücken ausgebaut und ein Palisadenzaun mit fünf Stadttoren errichtet, an denen sie erhoben wurde. In Briest wurden 1732 noch neun Fischer gezählt, und laut Aufzeichnungen aus dem Jahr 1742 gehörten zu Kützkow eine Schäferei, eine Mühle, eine Brauerei und eine Brennerei.
Im späteren 18. Jahrhundert, 1772, lebten in Fohrde 185 Einwohner, und das Dorf Briest kam im selben Jahr von Plaue zur Stadt Brandenburg, in deren Besitz es bis ins 19. Jahrhundert blieb. Ein Jahr später gab es erneut einen großen Stadtbrand in Pritzerbe, bei dem abermals auch die Kirche vollständig zerstört wurde. Sie konnte innerhalb eines Jahrzehnts, bis 1783, wieder aufgebaut werden. Drei Jahre nach dem Stadtbrand, 1776, wurde in Pritzerbe die Schifferinnung als Schiffer- und Fischergilde gegründet. Noch bis 1782 bewirtschaftete die Familie von Görne das Gut Kützkow. Anschließend, von 1783 bis 1805, kamen Dorf und Rittergut in den Besitz der Gräfin Caroline von Eickstedt-Peterswald. Neben Kützkow erwarb sie 1783 eine Gutssiedlung in der Nähe Tieckows, die erst wenige Jahre zuvor entstanden war. Die Gräfin von Eickstedt-Peterswald spendete in späteren Jahren ein Armenlegat in Höhe von 155.000 Talern für die Ortschaften Kützkow, Tieckow und Bahnitz.

### Neuere Geschichte

Karte aus dem 19. Jahrhundert; erkennbar die Vielzahl an Ziegeleien und die Fährverbindungen über Fluss und See

Zur Wende vom 18. zum 19. Jahrhundert gab es elf Feuerstellen im Dorf Tieckow und drei weitere im Vorwerk. In Hohenferchesar lebten zur selben Zeit ein Lehnschulze, zehn Bauern, sieben Kossäten, drei Kätner, zwei Schiffer und zwei Zimmerleute. Darüber hinaus gab es im Ort eine Schmiede, eine Mühle und einen Krug. Nach 1810 nutzte die Tieckower Bauerngemeinde die preußischen Reformen, kaufte von der damaligen Besitzerfamilie von der Recke das Rittergut und teilte die Liegenschaft unter sich auf.
1815 wurden im Königreich Preußen nach den Befreiungskriegen und den damit zusammenhängenden politischen Veränderungen Provinzen gebildet. Pritzerbe, Fohrde, Tieckow, Briest, Hohenferchesar und Marzahne wurden der neuen preußischen Provinz Brandenburg angegliedert, deren Grenze die Havel markierte. Somit gehörte das westliche Flussufer bereits zur Provinz Sachsen, und Kützkow kam als einziger Teil Havelsees zu dieser Provinz. Ein Jahr später wurde in Brandenburg der Landkreis Westhavelland und in Sachsen der Landkreis Jerichow II gegründet, zu denen darauf die Orte jeweils gehörten.
1827 zerstörte ein Brand das gesamte Dorf Hohenferchesar und mit ihm die Kirche, die bis 1831 wiederaufgebaut werden konnte. In der gesamten Gegend entlang der Havel und der mit ihr verbundenen Seen gab es zu Beginn und im Verlauf des 19. Jahrhunderts und mit der beginnenden und voranschreitenden Industrialisierung in Preußen einen wirtschaftlichen Aufschwung. Aufgrund reicher Tonvorkommen in der Gegend und der Nähe zum Transportweg Havel wurden unter anderem in den Ortschaften Fohrde, Hohenferchesar, Pritzerbe, Briest und Tieckow mehrere Ziegeleien errichtet. Als einzige existiert die 1840 eröffnete Tieckower Ziegelei in Krahnepuhl noch heute als Baustoffwerk. Die in Krahnepuhl vorwiegend gebrannten gelben Klinker wurden vor Ort verladen und mit dem Schiff in die Städte Brandenburg, Potsdam und Berlin transportiert. Eine Schiffsladung bestand üblicherweise aus etwa 40.000 bis 50.000 Ziegelsteinen. Die Klinkerproduktion wurde in Krahnepuhl noch bis zum Jahr 1972 aufrechterhalten. Dann wurde im Werk von Ton auf andere Grundstoffe umgestellt. Aufgrund des wirtschaftlichen Aufschwung durch die Ziegeleiindustrie wuchsen die Ortschaften beträchtlich. So bestand Fohrde beispielsweise 1840 noch aus 35, zur Jahrhundertwende sechzig Jahre später bereits aus 101 Wohnhäusern.
Spätestens ab dem Jahr 1836 wurde in der Stadt Pritzerbe nachweislich Schiffsbau betrieben. So sind bis zu sechs Werftbetriebe für die darauf folgenden Jahrzehnte nachgewiesen. Dies waren die Werften Günther, Nethe, Heuser, Habedank, Schwarz und Paelegrim. Eine eigene jüdische Gemeinde gab es in Havelsee nie. Anhand von Unterlagen lässt sich jedoch nachvollziehen, dass 1844 in der Stadt Pritzerbe zwei jüdische Familien lebten, die zur jüdischen Gemeinde der Stadt Brandenburg gehörten. In den 1850er Jahren wurde Pritzerbe für kurze Zeit Kreisstadt im Westhavelland und bekam 1853/54 ein neues städtisches Volksschulgebäude. Auf der gegenüberliegenden Havelseite wurde 1857/58 auf dem Rittergut Kützkow das Gutshaus als Schloss im Tudorstil umgebaut. Um die finanziellen Risiken bei Ausfällen zu mindern, wurde 1876 in Pritzerbe für die vielen Schiffer im Ort und in der Umgebung die Kahnversicherungs-Gesellschaft a. G. gegründet.
Im späten 19. Jahrhundert bildeten das eigentliche Dorf, die sogenannte Kolonie, das Vorwerk und die Ziegelei Krahnepuhl die Wohnplätze des Ortes Tieckows, und 1897 konnte nach dem Bau einer Brücke für die Landstraße über den Pritzerber See der jahrhundertelange Fährbetrieb zwischen Fohrde und Pritzerbe eingestellt werden. Zwei Jahre später wurde in Pritzerbe eine Schifferfachschule gegründet. Im Jahr 1904 wurden Pritzerbe und Fohrde mit der privaten Brandenburgischen Städtebahn, die von Treuenbrietzen über Belzig, Brandenburg und Rathenow nach Neustadt (Dosse) führte, an das deutsche Schienennetz angeschlossen. Bis dahin fuhren Liniendampfer zur Personenbeförderung auf der Havel in die Richtungen Rathenow und Brandenburg.

### Vom Ersten Weltkrieg bis ins 21.Jahrhundert

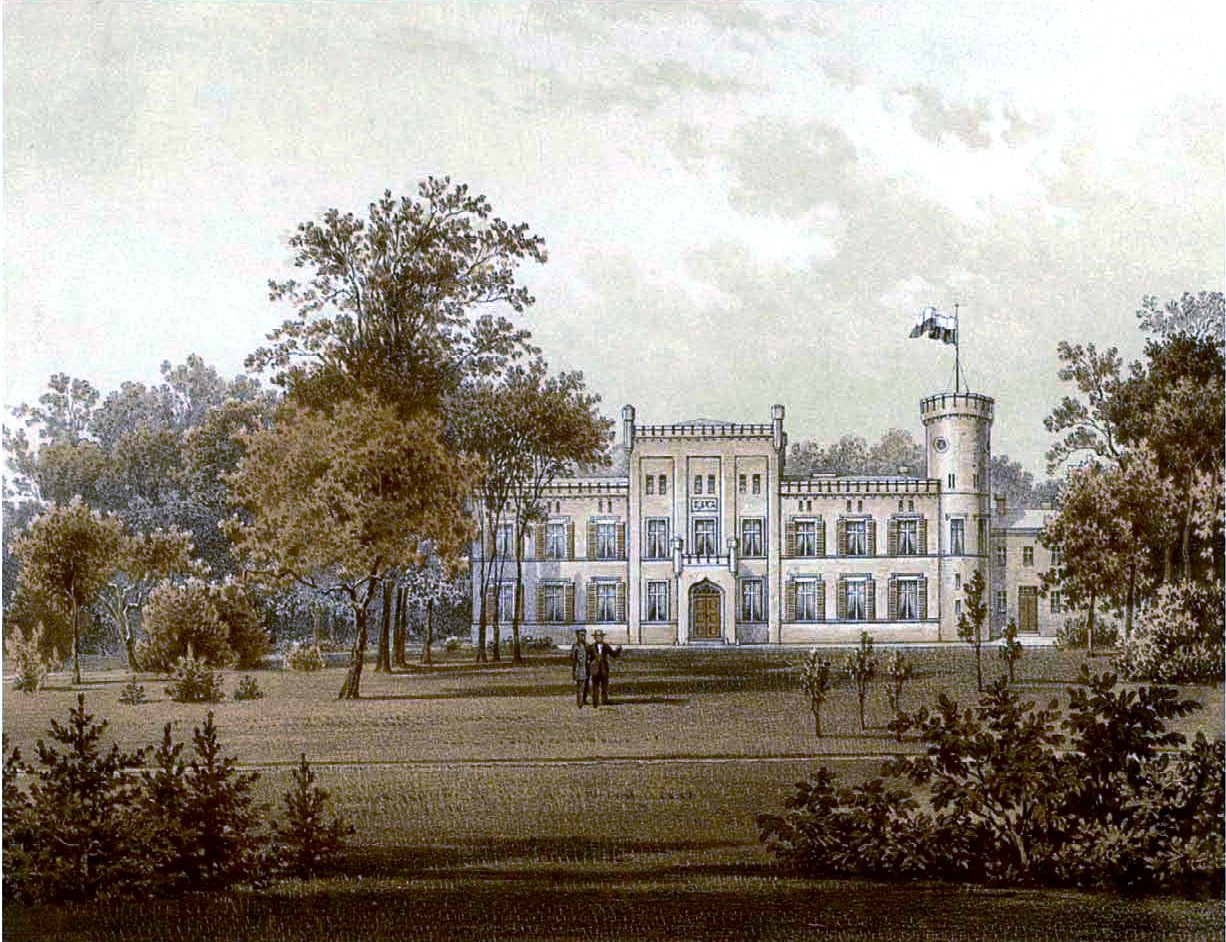
Das 1945 abgebrannte Schloss Kützkow

Mit dem Ausbruch des Ersten Weltkriegs wurden Rüstung und Militär im späteren Havelsee etabliert. Aufgrund der geographischen Gegebenheiten, die die großflächige Anlage des Flugplatzes Brandenburg-Briest zuließen, wurden 1914 die Brandenburgischen Flugzeugwerke in der Nähe von Briest gegründet. Diese wurden 1915 in Hansa- und Brandenburgische Flugzeugwerke umbenannt. In den Werken wurden bis 1918 unter der Leitung von Ernst Heinkel etwa 1300 Flugzeuge vor allem für die Marine gebaut. Daneben nahm auf dem Flugplatz 1916 eine Fliegerschule den Betrieb auf. Mit dem Ende des Ersten Weltkriegs wurde die Flugzeugproduktion verboten und das Werk wieder abgebaut.
| Orte           | 1933 | 1939 |
| -------------- | ---- | ---- |
| Briest         | 289  | 426  |
| Fohrde         | 931  | 1068 |
| Tieckow        | 323  | 346  |
| Hohenferchesar | 386  | 410  |
| Marzahne       | 385  | 375  |
| Pritzerbe      | 1497 | 1620 |
| Kützkow        | 149  | 179  |
| gesamt         | 3960 | 4424 |

Nach dem Weltkrieg war Julius Wilhelm Ferdinand Ebeling bis 1933 Rittergutspächter in Kützkow. 1929 endete in Pritzerbe die Zeit des Schiffbaus mit dem letzten Schiff, das die Werft Paelegrim verließ. Zwei Jahre später bestand das Dorf Fohrde aus 156 Wohnhäusern, und Tieckow wurde als Landgemeinde mit den Wohnplätzen Kolonie und Ziegelei Krahnepuhl geführt. Letzter Rittergutsbesitzer auf Kützkow war bis zu seiner Enteignung nach dem Zweiten Weltkrieg durch die sowjetische Verwaltung Hermann von Schnehen.
Ab 1929 wurde der Flugplatz Brandenburg-Briest getarnt und unter Umgehung der Bestimmungen des Friedensvertrags von Versailles ausgebaut. 1936 begann die Ausweitung zu einem Schulfliegerhorst der Luftwaffe der Wehrmacht. Daneben richteten die Arado Flugzeugwerke auf dem Platz einen Montagebetrieb ein. Der Ausbildungsbetrieb der Fluglehrerschule der Luftwaffe begann im April 1939 und dauerte bis kurz vor Ende des Zweiten Weltkriegs. Der Flugplatz Brandenburg-Briest wurde von mehreren Jagdfliegereinheiten belegt. Ab Januar 1945 wurde der Eliteverband Jagdverband 44 gebildet und der Platz zum Schutz Berlins in die Reichsverteidigung eingebunden. Brandenburg-Briest diente auch als Montage- und Einsatzstützpunkt des neuentwickelten Strahljägers Messerschmitt Me 262. Am 10. April 1945 griff die 8. US-Luftflotte den Flugplatz an. Dabei kam es auch zu Zerstörungen im Dorf Briest. Neunzehn Tage später, am 29. April, besetzte die Rote Armee das Gelände. In anderen Gebieten Havelsees gab es die größten Zerstörungen ebenfalls kurz vor Kriegsende, als Soldaten der Wehrmacht beispielsweise die Übergänge über Fluss und See, die Havelfähren und die beiden Brücken zwischen Fohrde und Pritzerbe zerstörten. Um Pritzerbe und an den Übergängen der Havel kam es im April und Mai 1945 zu Kämpfen zwischen deutschen und sowjetischen Truppen. Am 4. Mai, vier Tage vor Kriegsende, war das Gebiet von Havelsee vollständig von der Roten Armee eingenommen.
Kurz nach Ende des Zweiten Weltkriegs brannte im Mai 1945 das Schloss Kützkow völlig nieder und wurde nicht wiederaufgebaut. Im Zuge der Bodenreform in der Sowjetischen Besatzungszone ab 1945 wurde Landbesitz, welcher größer als 100 Hektar war, enteignet und unter landloser oder landarmer Bevölkerung neu aufgeteilt. Dies betraf in Kützkow das Rittergut von Hermann Wasmod von Schnehen mit 487 Hektar Land, in Pritzerbe das Gut Heidehof mit 150 Hektar, vier Güter in Marzahne mit 106 Hektar, 128 Hektar, 114 Hektar und 148 Hektar und ein Gut in Briest mit 135 Hektar. Auch in Tieckow, Fohrde und Hohenferchesar wurde Böden aufgeteilt. Am 1. Juli 1950 wurden die Dörfer Tieckow nach Fohrde und Kützkow nach Pritzerbe eingemeindet. Für Kützkow bedeutete die Eingemeindung gleichzeitig den Wechsel vom seit 1947 bestehenden Land Sachsen-Anhalt nach Brandenburg und in den Kreis Westhavelland. 1952 fand in der 1949 gegründeten DDR eine Verwaltungsreform statt. Die Länder wurden aufgelöst und dafür Bezirke gebildet. In diesem Zusammenhang war auch eine Umstrukturierung der bestehenden Kreise notwendig geworden. So wurde der Landkreis Westhavelland, zu dem die Orte gehörten, aufgelöst und die Gemeinden dem neuen Kreis Brandenburg (Land) im Bezirk Potsdam angegliedert. Ab 1953 erfolgte auch in den heutigen Ortsteilen Havelsees die Kollektivierung der Agrarbetriebe, die durch die Bodenreform teils sehr klein waren, in Landwirtschaftlichen Produktionsgenossenschaften (LPG). 1957 wechselte das Ziegelwerk Krahnepuhl mitsamt dem Wohnplatz von der Gemeinde Fohrde nach Briest.
Auf dem Flugplatz Brandenburg-Briest wurde nach dem Zweiten Weltkrieg zunächst bis 1948 ein Internierungslager des Innenministeriums der Sowjetunion (NKWD) eingerichtet. Ab 1949 diente er wiederhergerichtet als Stützpunkt der Gruppe der Sowjetischen Streitkräfte in Deutschland. Stationiert waren bis 1953 Jagdflieger- und bis 1956 Schlachtfliegereinheiten. Im Oktober 1956 übernahmen die neugegründeten Luftstreitkräfte der Nationalen Volksarmee mit der Hubschrauberausbildungsstaffel 35 (später Hubschrauberausbildungsgeschwader 35) und dem Hubschrauberausbildungsgeschwader 34 (später Transporthubschraubergeschwader 34 „Werner Seelenbinder“) mit Mil Mi-8 und kurzzeitig auch der Hubschrauberstaffel 64 mit Mil Mi-8TB und Mil Mi-24 Brandenburg-Briest. Die Staffel 64 wurde Ende 1982 auf den Flugplatz Cottbus-Nord verlegt. Nach Auflösung der NVA benutzten zeitweise Teile des Lufttransportgeschwaders 65 der Luftwaffe der Bundeswehr den Flugplatz, bevor er der militärischen Verwendung entzogen und als Sonderlandeplatz umgewidmet wurde. 2009 folgte die Entwidmung und endgültige Stilllegung.
Mit den politischen Umwälzungen der Jahre 1989 und 1990 kam es wiederum zu Veränderungen. 1990 wurde der Bezirk Potsdam aufgelöst und ging im wiedergegründeten Land Brandenburg auf. Nach der Wiedervereinigung wurde 1993 der neue Landkreis Potsdam-Mittelmark gegründet, in dem der Landkreis Brandenburg aufging. Im Vorfeld der für 2003 geplanten brandenburgischen Gemeindegebietsreform schlossen sich zum 1. Februar 2002 Pritzerbe und die Gemeinden Fohrde, Briest und Hohenferchesar freiwillig zur Stadt Havelsee zusammen. Offizieller Termin der Stadtwerdung war der 1. Mai 2002. Havelsee ist Stadt, da das Stadtrecht von Pritzerbe auf die Neugründung überging. Am 1. Januar 2008 wechselte Marzahne aus der Gemeinde Beetzsee als jüngster Ortsteil zu Havelsee.

### Stadt- und Ortsnamen

Das Gebiet um den Pritzerber See im Schmettauschen Kartenwerk

Der Name Havelsee für die Stadt wurde gewählt, da eine Neugründung unter Einbeziehung aller fusionswilligen Orte und keine Eingemeindung beabsichtigt war. Dies sollte durch einen neuen Namen deutlich werden. Da die Havel und der zentral liegende Pritzerber See für die Stadt bestimmend sind, fiel die Entscheidung auf Havelsee.
Der Name der alten Stadt Pritzerbe ist wie der der meisten umliegenden Ortschaften slawischen Ursprungs. Erstmals erwähnt wurde Pritzerbe als „civitas Prizervi“. Es wird vermutet, dass der Name das polabische Wort cerv enthält, das so viel wie Made oder Wurm bedeutet. Weiterhin soll es die Bedeutung rote Farbe, roter Stoff haben. Somit wird Pritzerbe als Ort angenommen, an dem Schildläuse vorkamen, aus denen roter Farbstoff gewonnen wurde. Im Laufe der Zeit änderte sich der dokumentierte Ortsname von „Prizervi“ in „Pritzerwe“ und in Pritzerbe. Kützkow ist ebenfalls slawischen Ursprungs und bedeutet etwa „Wohnort eines Mannes namens Kucek“. Der Ort wurde erstmals als „Cusk“ und später als „Kuczkow“ erwähnt. Seelensdorf ist ein deutscher beziehungsweise germanischer Name. In der ersten Erwähnung war von „Selingestorp“ die Rede. Es soll sich um das „Dorf des Seling“ gehandelt haben, womit offenbar der Ortsgründer gemeint war.
Fohrde entwickelte sich vom mittelniederdeutschen Wort vorde beziehungsweise vörde für Durchgang, Durchfahrt, Furt beziehungsweise vort für enger Zugang, schmaler Dammweg, Wasserdurchgang, Furt. Erstmals erwähnt wurde Fohrde als „Verden“ oder „Vorden“. Im 18. Jahrhundert hieß der Ort im Schmettauschen Kartenwerk „Föhrde“. Tieckow ist, wie die Endung verrät, aus dem Slawischen entstanden. Der Ortsname lässt sich vom Personennamen Tik oder Tyk ableiten und beschreibt die Wohnstätte beziehungsweise den Wohnort der Person. In den beiden ersten Erwähnungen war von „Tikow“ und „Thikowe“ die Rede. Wenig später wurde der Ort „Tykov“ geschrieben. Im Schmettauschen Kartenwerk des späten 18. Jahrhunderts hieß das Dorf „Tiekow“.
Der Name Hohenferchesar entwickelte sich aus den polabischen Worten verch für oberer Teil und jezer für See. Name kann also mit „Ort auf einer Höhe am See gelegen“ übersetzt werden. Erstmals war von „Verchiezere“ die Rede. Im Laufe der Jahrhunderte wurde in Urkunden, Dokumenten und Kartenwerken aus „Verchiezere“ zunächst „Verchesar“ und schließlich „Ferchesar“. Da es einen Ort gleichen Namens jedoch bereits in der Nähe von Rathenow gibt, wurden beide durch die Vorsilben Hohen- und Nieder- unterschieden. Jedoch wurde das Hohenferchesar in Havelsee ursprünglich Niederferchesar genannt, während die Vorsilbe Hohen- für den noch heute Ferchesar genannten Ortsteil Nennhausens verwendet wurde. Erst der Fehler eines Regierungsbeamten bescherte Hohenferchesar 1901 seinen heutigen Namen. Marzahne wurde erstmals als „Marzane“ urkundlich erwähnt. Der Name Marzahne leitet sich vermutlich vom polabischen Wort morcane für Sumpf ab. Im Laufe der Jahrhunderte wurde in Urkunden aus „Marzane“ „Merscane“, „Mertzane“, „Merzane“ und „Marczan“. In der zweiten Hälfte des 18. Jahrhunderts hieß das Dorf „Marzahn“. Von Briest wird angenommen, dass es am ehesten vom polabischen Wort breza für Birke abgeleitet ist. Seine erste Erwähnung fand es als „Brisitz“. Der Name wandelte sich gerade in den ersten Jahrhunderten oft und entwickelte sich zu „Brisic“, „Brysitz“, „Breist“, „Bryst“ und „Brist“.

## Bevölkerungsentwicklung
| Jahr | Einwohner |
| ---- | --------- |
| 2002 | 3 438     |
| 2005 | 3 280     |
| 2010 | 3 503     |
| 2015 | 3 234     |
| 2020 | 3 277     |

| Jahr | Einwohner |
| ---- | --------- |
| 2021 | 3 248     |
| 2022 | 3 219     |
| 2023 | 3 207     |
| 2024 | 3 181     |

Gebietsstand des jeweiligen Jahres, Einwohnerzahl: Stand 31. Dezember, ab 2011 auf Basis des Zensus 2011, ab 2022 auf Basis des Zensus 2022

## Politik

### Stadtverordnetenversammlung
Die Stadtverordnetenversammlung von Havelsee besteht aus 16 Stadtverordneten und dem ehrenamtlichen Bürgermeister. Die Kommunalwahl am 9. Juni 2024 führte bei einer Wahlbeteiligung von 68,8 % zu folgendem Ergebnis:
| Partei / Wählergruppe                      | Stimmenanteil 2019 | Sitze 2019 |  | Stimmenanteil 2024 | Sitze 2024 |
| ------------------------------------------ | ------------------ | ---------- |  | ------------------ | ---------- |
| Bürgerinitiative für ein besseres Havelsee | 44,0 %             | 7          |  | 32,2 %             | 5          |
| CDU                                        | 19,5 %             | 3          |  | 20,1 %             | 3          |
| AfD                                        | –                  | –          |  | 19,5 %             | 2          |
| Bürgerbewegung                             | 30,2 %             | 5          |  | 16,1 %             | 3          |
| Wählergruppe Marzahne                      | 06,3 %             | 1          |  | 04,9 %             | 1          |
| FDP                                        | –                  | –          |  | 04,7 %             | 1          |
| Einzelbewerber Steffen Heinrich            | –                  | –          |  | 02,5 %             | –          |
| Insgesamt                                  | 100 %              | 16         |  | 100 %              | 15         |

Bei der Wahl 2024 entfielen auf die AfD drei Sitze, von denen einer unbesetzt bleibt, weil die Partei nur zwei Kandidaten nominiert hatte.

### Bürgermeister
- seit 2003: Günther Noack (parteilos)[74][75]

Noack wurde bei der Bürgermeisterwahl am 26. Mai 2019 mit 70,0 % der gültigen Stimmen wiedergewählt. Am 9. Juni 2024 wurde er mit 81,8 % der gültigen Stimmen in seinem Amt bestätigt. Seine Amtszeit beträgt fünf Jahre. Es ist seine fünfte Amtszeit als Bürgermeister Havelsees. Vor der Gründung Havelsees war er Bürgermeister der Stadt Pritzerbe.
Sitz des Bürgermeisters ist das Rathaus der Stadt Havelsee, das vormalige Rathaus der Stadt Pritzerbe.

### Wappen
Die 2002 gegründete Stadt Havelsee führt bislang kein Stadtwappen.

## Sehenswürdigkeiten

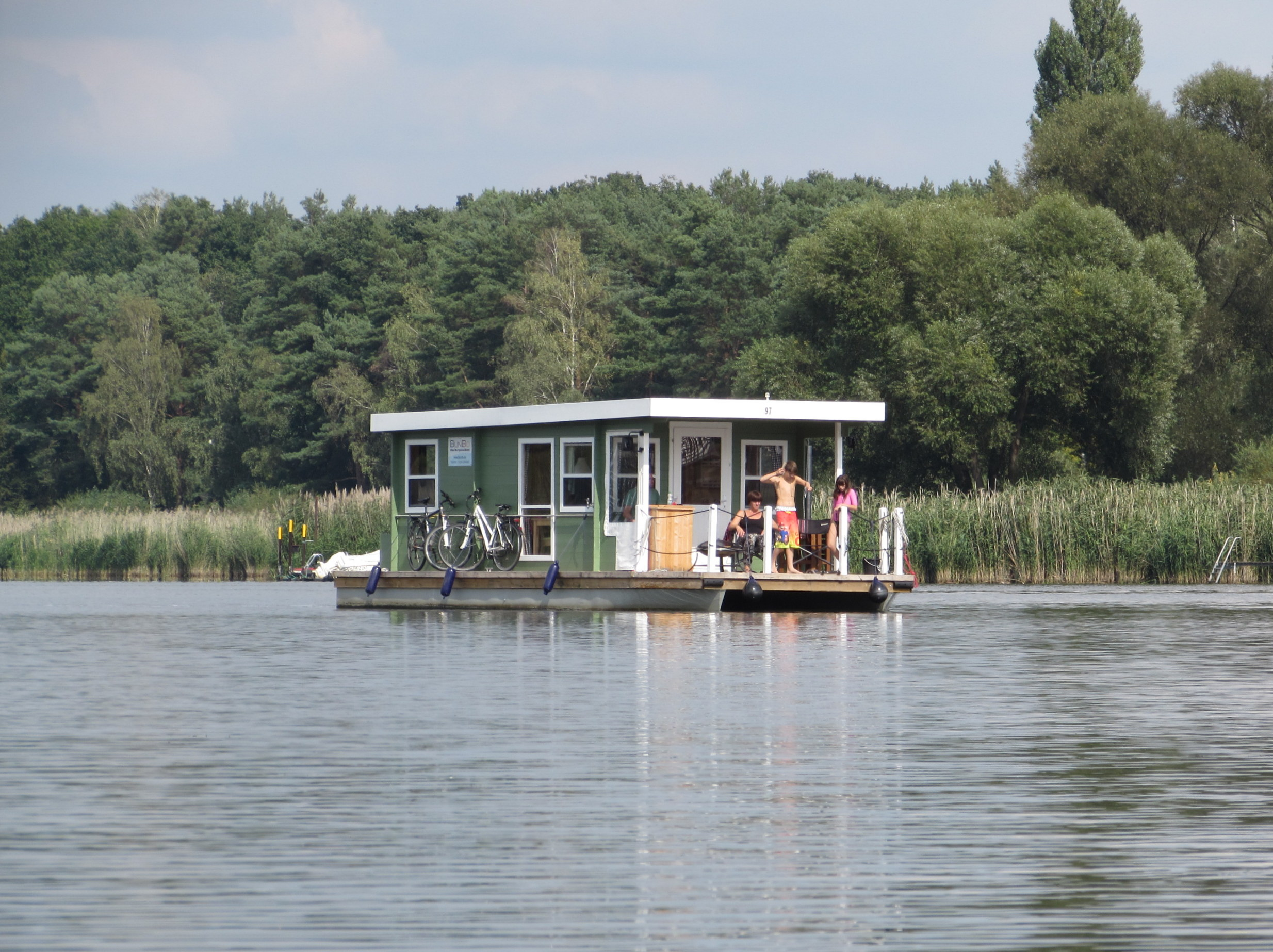
Mietbares Hausboot auf der Havel in Havelsee

In Havelsee hat durch die direkte Lage am Fluss vor allem der Wassertourismus und der Wassersporttourismus eine zunehmende, auch wirtschaftliche Bedeutung. Segelsport- und Bademöglichkeiten und eine Wasserskistrecke befinden sich direkt im Fluss- und Seengebiet der Stadt. Wasserwanderungen entlang der weitgehend naturbelassenen und geschützten Unteren Havel und ihren Seitengewässern sind bei Touristen beliebt. Seit einigen Jahren werden Fahrten und Urlaube in gemieteten führerscheinfreien Hausbooten auf dem Fluss und seinen angrenzenden Seen immer stärker angeboten und nachgefragt. Die Untere Havel ist Route verschiedener Anbieter für Flusskreuzfahrten. Viele Brandenburger haben ihre Wochenend- und Ferienhäuser in Havelsee und entlang des Flusses. Seit 2009 berührt der Havelradweg die Stadt. Er führt von Süden kommend entlang des Flusses durch Briest, Tieckow, Fohrde und Pritzerbe, mit der Fähre über die Havel nach Kützkow und verlässt Havelsee in nordöstlicher Richtung. In Kützkow und in Hohenferchesar gibt es Campingplätze direkt an der Havel beziehungsweise am Pritzerber See.

### Bauwerke
Sehenswürdigkeiten sind der historische Stadtkern der über 1000 Jahre alten märkischen Kleinstadt Pritzerbe mit mehreren denkmalgeschützten Gehöften und Häusern (Dammstraße 18, Dammstraße 20, Havelstraße 8 und Mühlenstraße 4) und der nach einem Brand neu aufgebauten und 1783 geweihten Stadtkirche St. Marien „Unser lieben Frauen“ mit einer Orgel von Joachim Wagner aus dem Jahr 1737. Im ebenfalls denkmalgeschützten Pfarrgehöft Marktstraße 6 wurde 2006 eine etwa zweihundert Jahre alte Fachwerkscheune restauriert. Von der bischöflichen Burg Pritzerbe ist heute nur noch ein Burgstall, der spätere Mühlberg am südlichen Ende zwischen der Bundesstraße 1 und der Havelstraße, sichtbar.

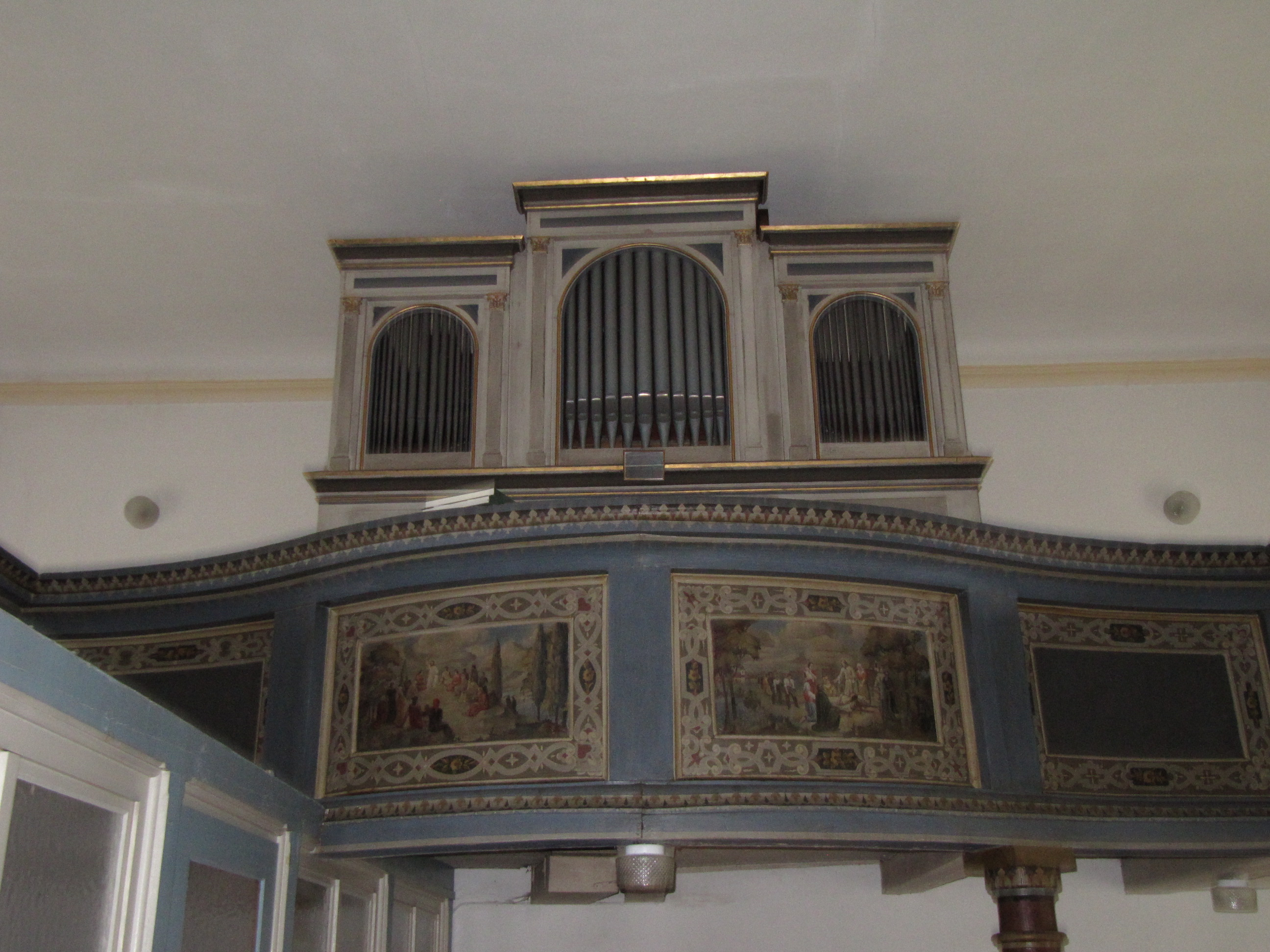
Remlerorgel in der Kirche Fohrde

In Fohrde befindet sich die sogenannte Villa Reichstein beziehungsweise Villa Fohrde, eine klassizistische ehemalige Sommervilla des Brandenburger Fabrikbesitzers Reichstein. Bei der Dorfkirche Fohrde handelt es sich um einen schlichten barocken Putzbau aus dem Jahr 1765 mit Chor, Kirchenschiff, einem kleinen Querhaus und einem Westturm mit Turmhaube. Im Inneren der Kirche befindet sich eine hölzerne Altarwand. Die Orgel stammt aus dem Jahr 1861 vom Berliner Orgelbaumeister Wilhelm Remler. Sie steht auf einer um die Orgel leicht ausgebauchten hölzernen Westempore über dem Eingang, die reichlich mit Malerei verziert ist. Das Gehöft in der Fohrder Hauptstraße 7 besitzt einen reichen Fries mit kleinen Konsolen und ein Gesims unter der Traufe. Das Portal weist Pilaster mit blumigen Kapitellen und eine ausgeschmückte Verdachung mit Wappen auf.

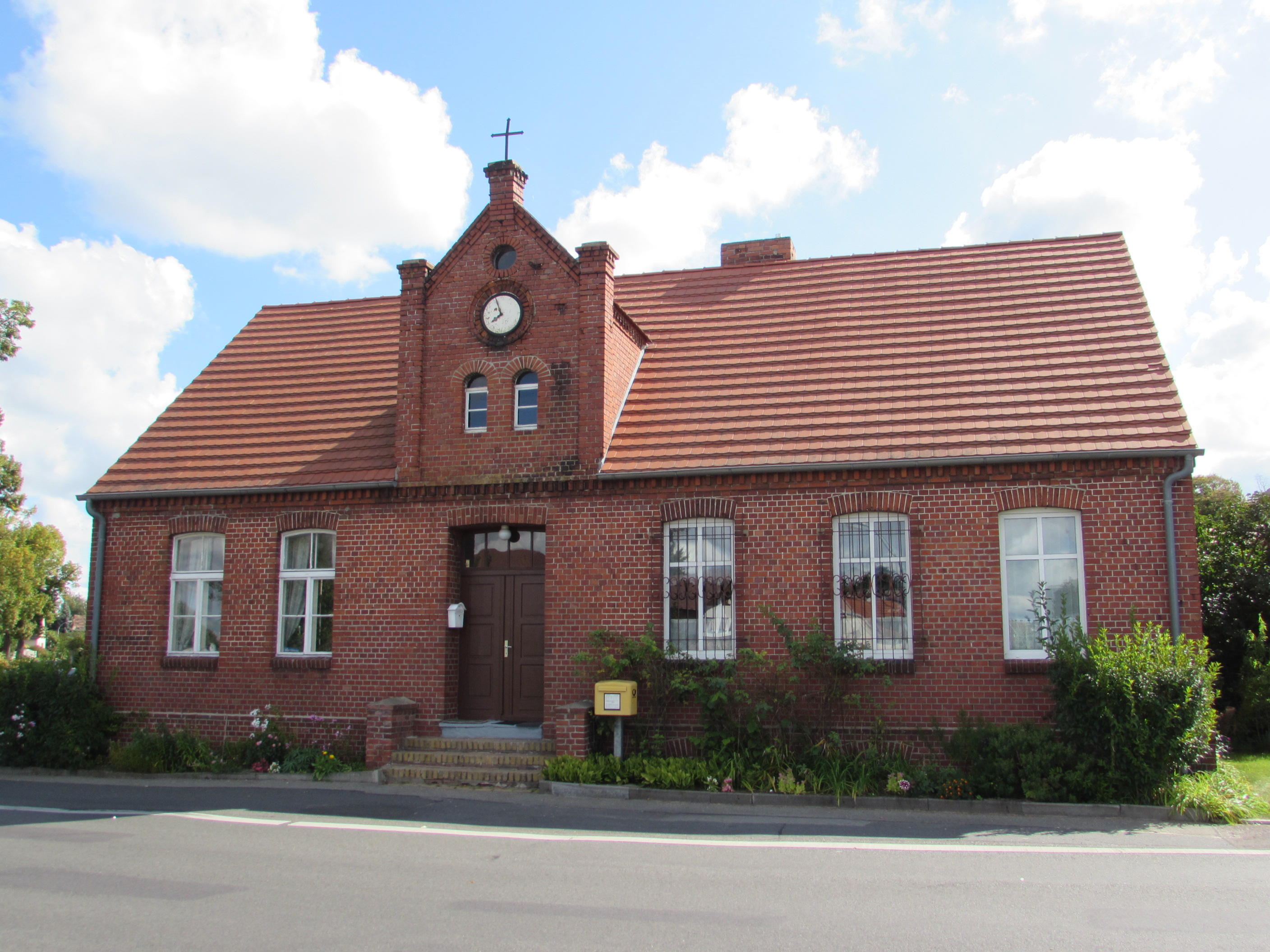
Kirch- und Schulhaus Tieckow

Wichtigste Sehenswürdigkeiten Tieckows sind das alte Kirch- und Schulhaus und ein altes Bauernhaus, das um 1780 erbaut wurde. Das einstöckige Wohnhaus aus dem 18. Jahrhundert besitzt eine kleine fensterlose Küche, in der noch der originale Ziegelboden, auf dem unter einem Dreifuß das Feuer brannte, erhalten geblieben ist. Der Rauch zog frei in den noch gut erhaltenen Rauchfang, wo über der Kochstelle Lebensmittel geräuchert und haltbar gemacht wurden.

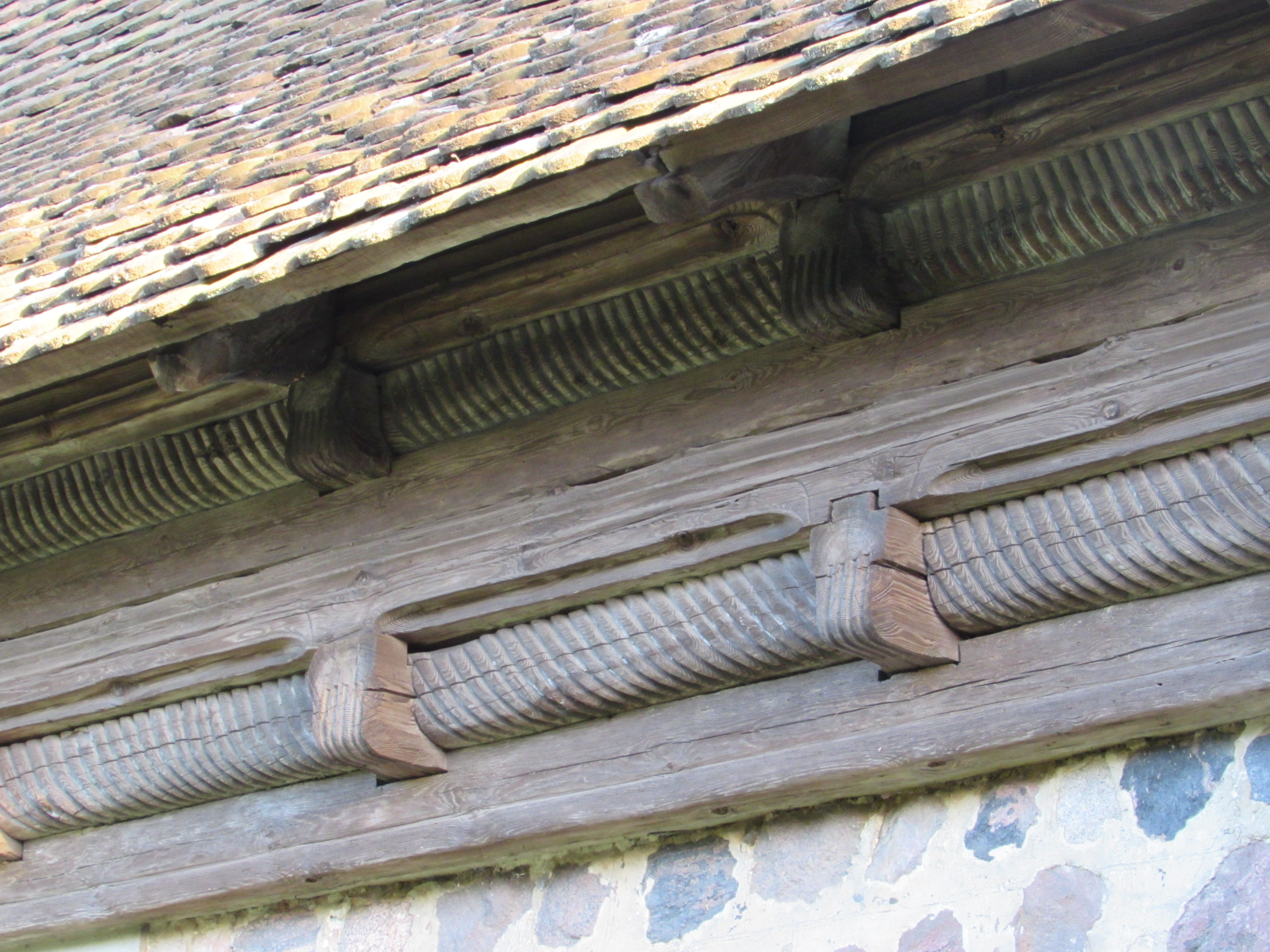
Holzbalkengesims der Dorfkirche Marzahne

Der Chor der Dorfkirche Marzahnes stammt aus dem 13. Jahrhundert. Das Schiff aus Felsstein und der spätgotische Kirchturm aus Backstein wurden wahrscheinlich im 15. Jahrhundert ergänzt. Nachdem die Dorfkirche 1607 ausgebrannt war, wurde der Bereich des mittelalterlichen Chores durch ein auffälliges Holzbalkengesims erhöht und mit dem Schiff unter ein gemeinsames und einheitliches Dach gebracht. In der Kirche befindet sich eine Kanzel aus dem Rokoko. Im 18. Jahrhundert wurden die Fenster des Kirchenschiffs baulich verändert. 1831 setzte man dem Kirchturm ein Walmdach auf, welches mit einem Dachreiter versehen war. Dieser Dachreiter musste 1996 aufgrund der Einsturzgefahr abgenommen werden und befindet sich heute im Hof der Kirche. 1953 wurde an Schiff und Chor an der Südseite ein Gemeinderaum angebaut. Die Bleiverglasungen im Altarraum und hinter dem Kanzelaltar wurden nach Entwürfen von Hans-Joachim Burgert gefertigt.

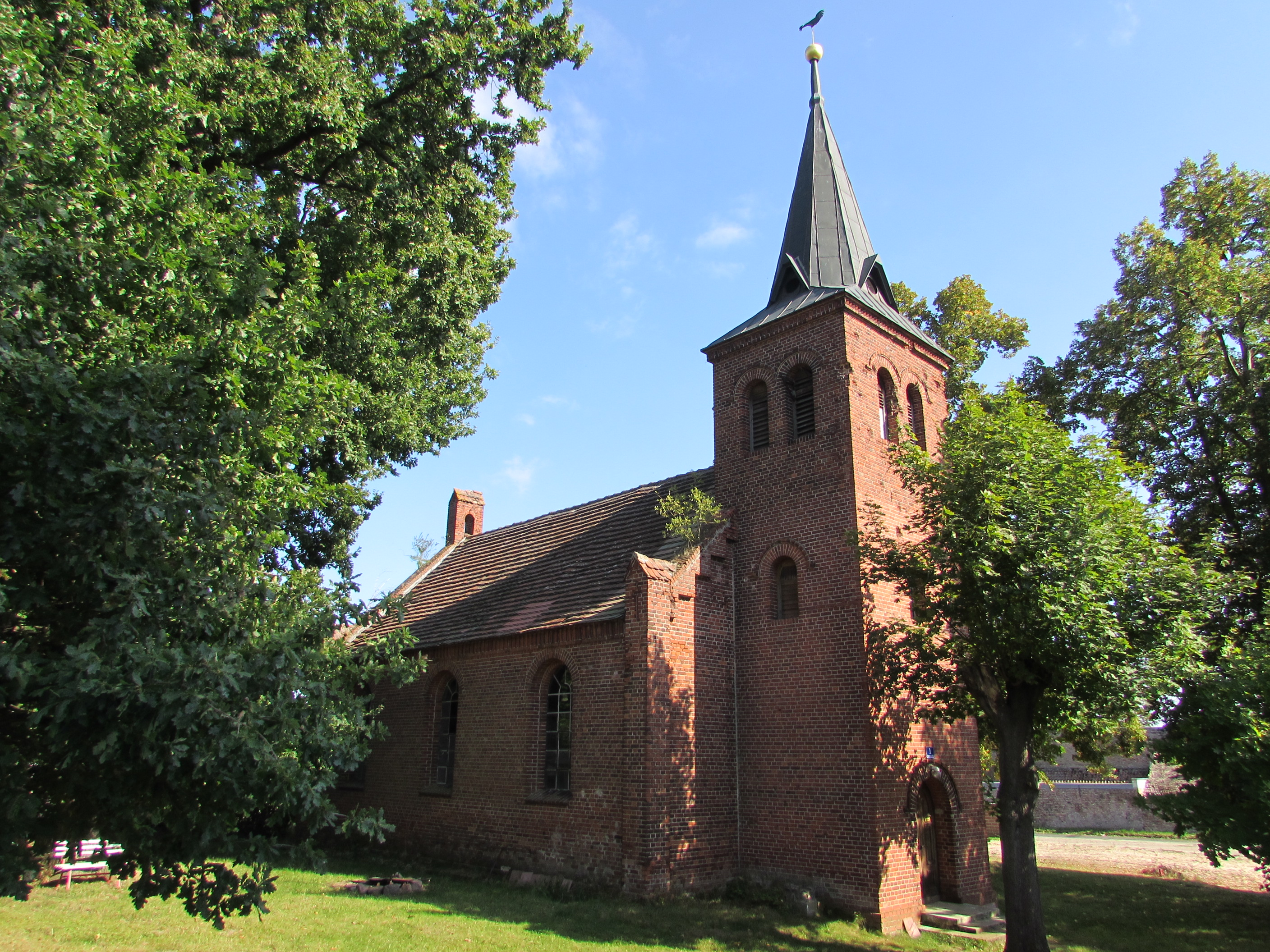
Neuromanische Dorfkirche Briest

Die Kirche Hohenferchesars wurde 1831 geweiht, nachdem der Vorgängerbau am 29. März 1827 vollständig niedergebrannt war. Es handelt sich dabei um einen sehr schlichten Putzbau mit fensterlosem dreiseitigem Chor und einem quadratischen Westturm mit Pyramidenspitze. In der Kirche befindet sich ein mit Edelsteinen besetzter und reichlich verzierter vergoldeter Silberkelch aus dem 17. Jahrhundert. Gegenüber der Kirche liegt das ebenfalls unter Denkmalschutz stehende alte Pfarrhaus. Aus dem Jahr 1888/89 stammt der interessante, neoromanische Kirchenbau im Ortsteil Briest. Dieser wurde aus blanken Ziegeln gemauert. 2013 wurde das Gebäude aufgrund eines hohen Investitions- und Restaurierungsbedarfs profaniert und so einer kirchlichen Nutzung dauerhaft entzogen. Es soll in private Hand verkauft werden.
Das Verzeichnis sämtlicher denkmalgeschützter baulicher Sehenswürdigkeiten findet sich in der Liste der Baudenkmale in Havelsee. Die Bodendenkmale sind in der Liste der Bodendenkmale in Havelsee aufgeführt.

### Museen

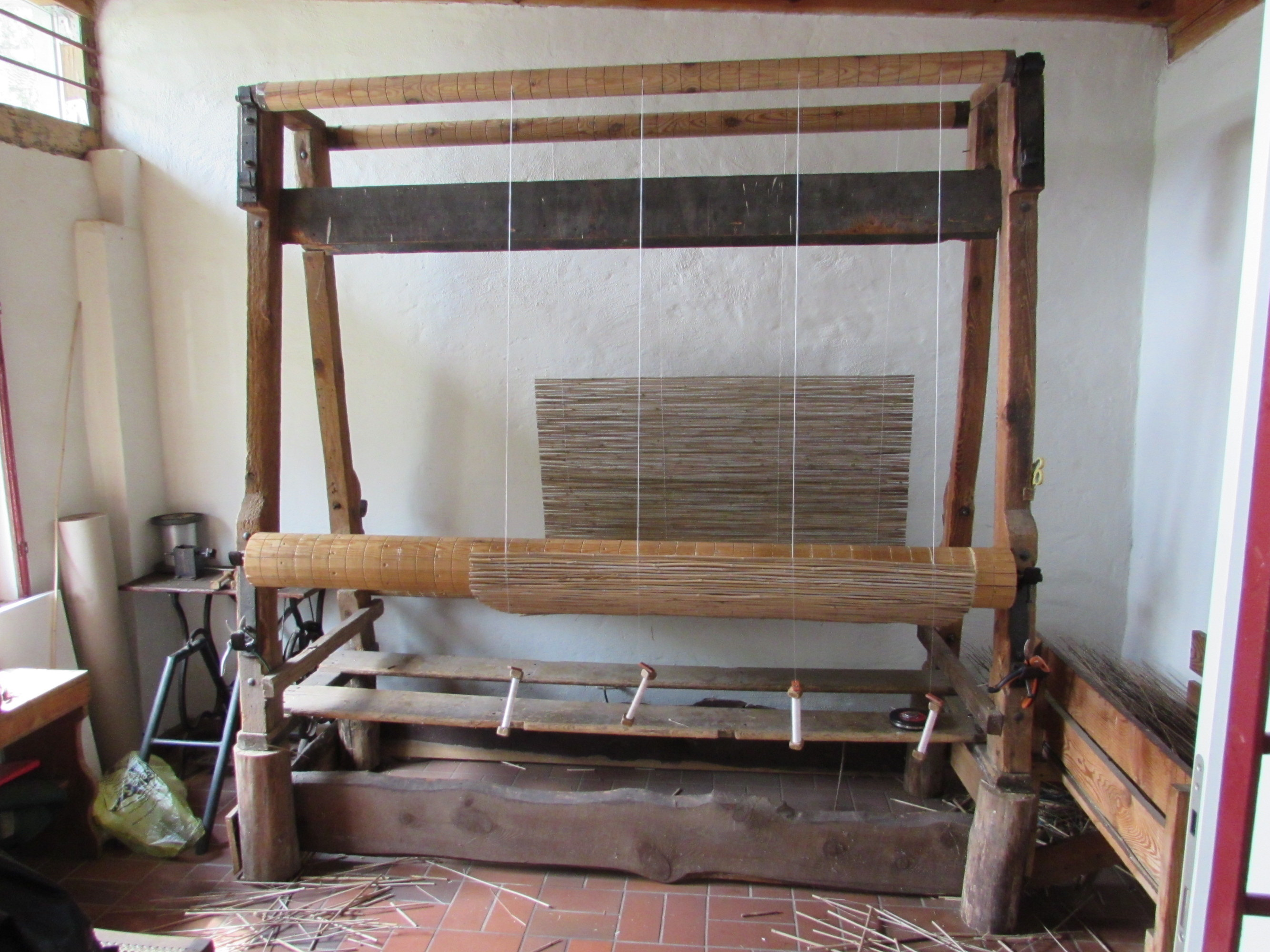
Webstuhl in der Rohrweberei Pritzerbe

Die letzte Rohrweberei Deutschlands arbeitet in Pritzerbe. Sie befindet sich seit 1945 im ehemaligen Schützenhaus östlich der Stadt. In ihr wird auf speziellen, vom ehemaligen Besitzer und Leiter Georg Wellendorf angeschafften Webstühlen auf angelegten Feldern geerntetes Schilf zu Schilfrohrmatten und anderen Erzeugnissen gewoben. Im Oktober 2013 wurde in der Rohrweberei ein Museum eröffnet, welches in einer Ausstellung neben den handwerklichen auch heimatkundliche Themen behandelt. Das Museum ist an in der Werkstatt arbeitsfreien Wochenendtagen und der Handwerksbetrieb unter der Woche für Besucher geöffnet.
Im Hafen Pritzerbes liegt das Museumsschiff Ilse-Lucie, ein 1927 gebauter Schleppkahn im Groß-Finowmaß. Dieser ehemals im Ort gebauten Schiffen ähnliche Kahn wurde 2011 vom Pritzerber Schifffahrtsverein 1776 erstanden und ausgebaut. Eröffnung des Pritzerber Schifffahrtsmuseum an Bord der Ilse-Lucie, in welchem die Geschichte des örtlichen Schiffbaus und des Reedereibetriebes gezeigt wird, war am 17. Mai 2015.

## Schutzgebiete

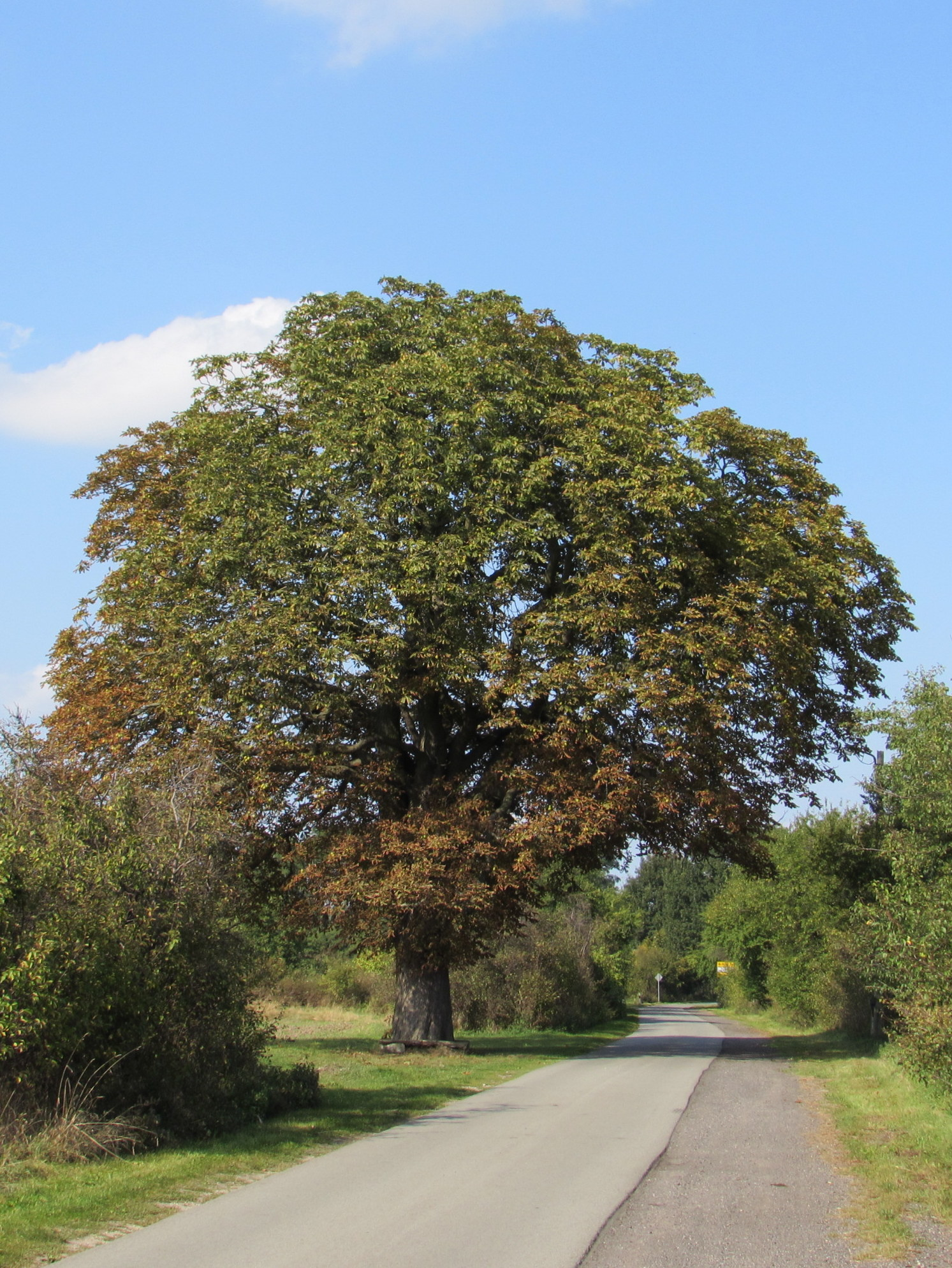
Naturdenkmal Gemeine Rosskastanie am Seelensdorfer Damm

Über 80 Prozent der Fläche der Stadt Havelsee sind als teilweise sich überlappende Schutzgebiete ausgewiesen. Die Stadt liegt beispielsweise überwiegend im Bereich des Naturparks Westhavelland. Daneben gibt es in Havelsee weitere Schutzgebiete. Einige reichen in Anteilen über die Stadtgrenze hinaus. Die Schutzgebiete in Havelsee sind drei Naturschutzgebiete, zwei Landschaftsschutzgebiete, ein Naturpark, drei geschützte Landschaftsbestandteile, ein Flächennaturdenkmal, vier Naturdenkmale, zwei SPA-Gebiete (europäische Vogelschutzgebiete) und vier FFH-Gebiete (Flora-Fauna-Habitate). Daneben sind weitere Bereiche als geschützte Biotope und einige Straßen als geschützte Alleen ausgewiesen.
| Schutzausweisung                   | Name                                      | Größe in ha |
| ---------------------------------- | ----------------------------------------- | ----------- |
| Naturschutzgebiete                 | Untere Havel Süd                          | 3.933       |
|                                    | Marzahner Fenn und Dünenheide             | 725         |
|                                    | Pritzerber Laake                          | 1.270       |
| Landschaftsschutzgebiete           | Westhavelland                             | 136.071     |
|                                    | Brandenburger Wald- und Seengebiet        | 9.980       |
| Naturparke                         | Westhavelland                             | 131.500     |
| Geschützte Landschaftsbestandteile | Marzahner Fenn                            |             |
|                                    | Kranepfuhl                                |             |
|                                    | Großer Bruch Briest                       |             |
| Flächennaturdenkmale               | Weißes Fenn Marzahne                      |             |
| Naturdenkmale                      | Gemeine Rosskastanie (Seelensdorfer Damm) |             |
|                                    | Stieleiche (Seelensdorf)                  |             |
| SPA-Gebiete                        | Mittlere Havelniederungen                 | 25.024      |
|                                    | Niederung der Unteren Havel               | 28.280      |
| FFH-Gebiete                        | Mittlere Havel Ergänzung                  | 2.524       |
|                                    | Niederung der Unteren Havel/Gülper See    | 7.386       |
|                                    | Pritzerber Laake                          | 511         |
|                                    | Weißes Fenn und Dünenheide                | 181         |

Siehe auch die Liste der Naturdenkmale im Amt Beetzsee.

### Naturpark Westhavelland
Bis auf das südliche Drittel Havelsees ist die Stadt Teil des sich entlang der Unteren Havel erstreckenden Naturparks Westhavelland. Dieser ist mit 1315 Quadratkilometern Fläche das größte Schutzgebiet in Brandenburg und umfasst eines der größten zusammenhängenden Feuchtgebiete des europäischen Binnenlandes und Mitteleuropas. Er ist größtes Rast- und Brutgebiet für Wat- und Wasservögel im Binnenland. Weiterhin sind die Feuchtgebiete einer der größten Binnenrastplätze nordischer Zugvögel. Im Frühjahr rasten auf den Seen und flach überstauten Wiesen tausende Gründel- und Tauchenten. Große Schwärme Watvögel suchen nach Nahrung, ehe sie in ihre nördliche und östliche Heimat weiterziehen. Teilweise finden die Vögel dort aber auch geeignete Brutgebiete, und so beherbergen die Niederungen des Naturparks den bedeutendsten Anteil der stark gefährdeten und vom Aussterben bedrohten Wiesenbrüter Brandenburgs. Im Schutzgebiet nisten beispielsweise der Große Brachvogel, Kiebitze, Uferschnepfen, Rotschenkel, Bekassinen und der Wachtelkönig. Auch brüten dort bedrohte Entenarten wie die Löffelente, die Knäkente und die Schnatterente. Ebenso Spießenten sind dort noch heimisch. An Greifvögeln gibt es See- und Fischadler, Milane und Wiesenweihen. Der Kampfläufer ist das Wappentier des Naturparks Westhavelland. In den Herbstmonaten durchziehen Graugänse und Kraniche den Naturpark. Neben der Vielzahl von Vögeln leben an der Havel auch Biber und Fischotter im Gebiet Havelsees.

### Naturschutzgebiet Marzahner Fenn und Dünenheide

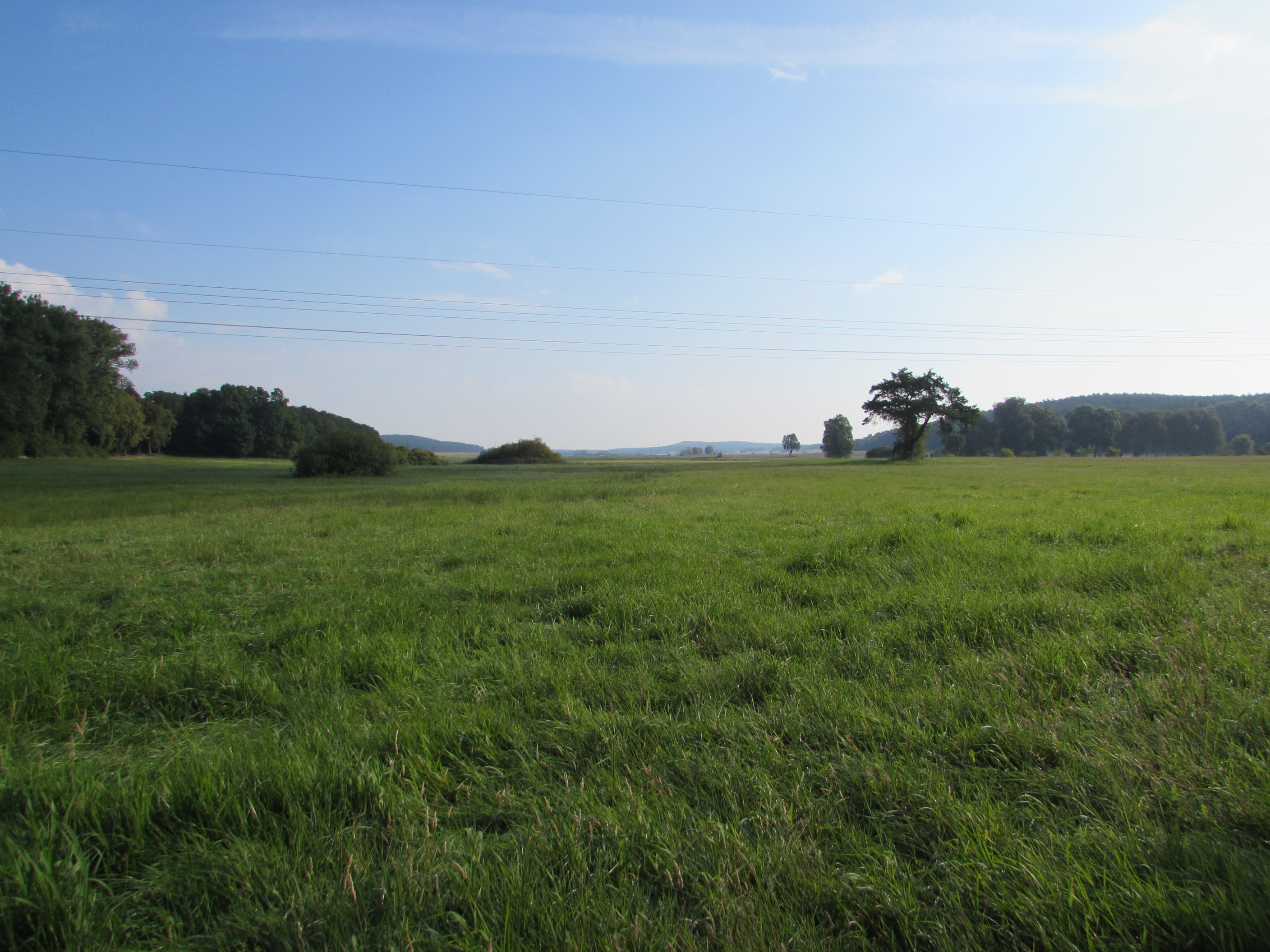
Das Marzahner Fenn

Das Marzahner Fenn im Osten Havelsees ist Teil des Naturschutzgebietes Marzahner Fenn und Dünenheide. Dieses 725 Hektar große Naturschutzgebiet zeichnet sich durch einen engen räumlichen Bezug verschiedener Lebensräume aus. So gibt es naturnahe Erlen- und Kiefernwaldgesellschaften auf nährstoffarmen Standorten, Wasserflächen, leichte Höhenzüge mit nur extensiv genutzten Trockentälern, sogenannte Zwergstrauch- und Dünenheiden, kleine Niedermoore, Feucht- und Nasswiesen. Aufgrund der unterschiedlichen Lebensräume leben im Schutzgebiet eine Vielzahl von teilweise gefährdeten Pflanzen- sowie Vogel-, Reptilien- und Amphibienarten. Nach Angaben des Naturschutzbundes Deutschland gelten 78 der 156 im Marzahner Fenn und in der Dünenheide nachgewiesenen Wirbeltierarten als gefährdet. Das Gebiet stellt ein ökologisches Bindeglied zwischen Beetzsee und Riewendsee im Osten, der Havelniederung im Westen und dem Havelländischen Luch im Norden dar. Einige der im Naturschutzgebiet lebenden Tier- und Pflanzenarten sind Fischadler, Schreiadler, Baumfalke, Bekassine, Wachtel, Kranich, Raubwürger, Zauneidechse, Ringelnatter, Knoblauchkröte, Moorfrosch, Kammmolch, Blutweiderich und Tausendblatt. Das Naturschutzgebiet Marzahner Fenn und Dünenheide ist in seiner Gänze Teilgebiet des europäischen Vogelschutzgebietes (SPA-Gebiet) Mittlere Havelniederungen und im nördlichen Bereich Teilgebiet des FFH-Gebiets Weißes Fenn und Dünenheide. Es gehört zum europäischen Schutzgebietsnetz Natura 2000.

### Naturschutzgebiet Untere Havel Süd

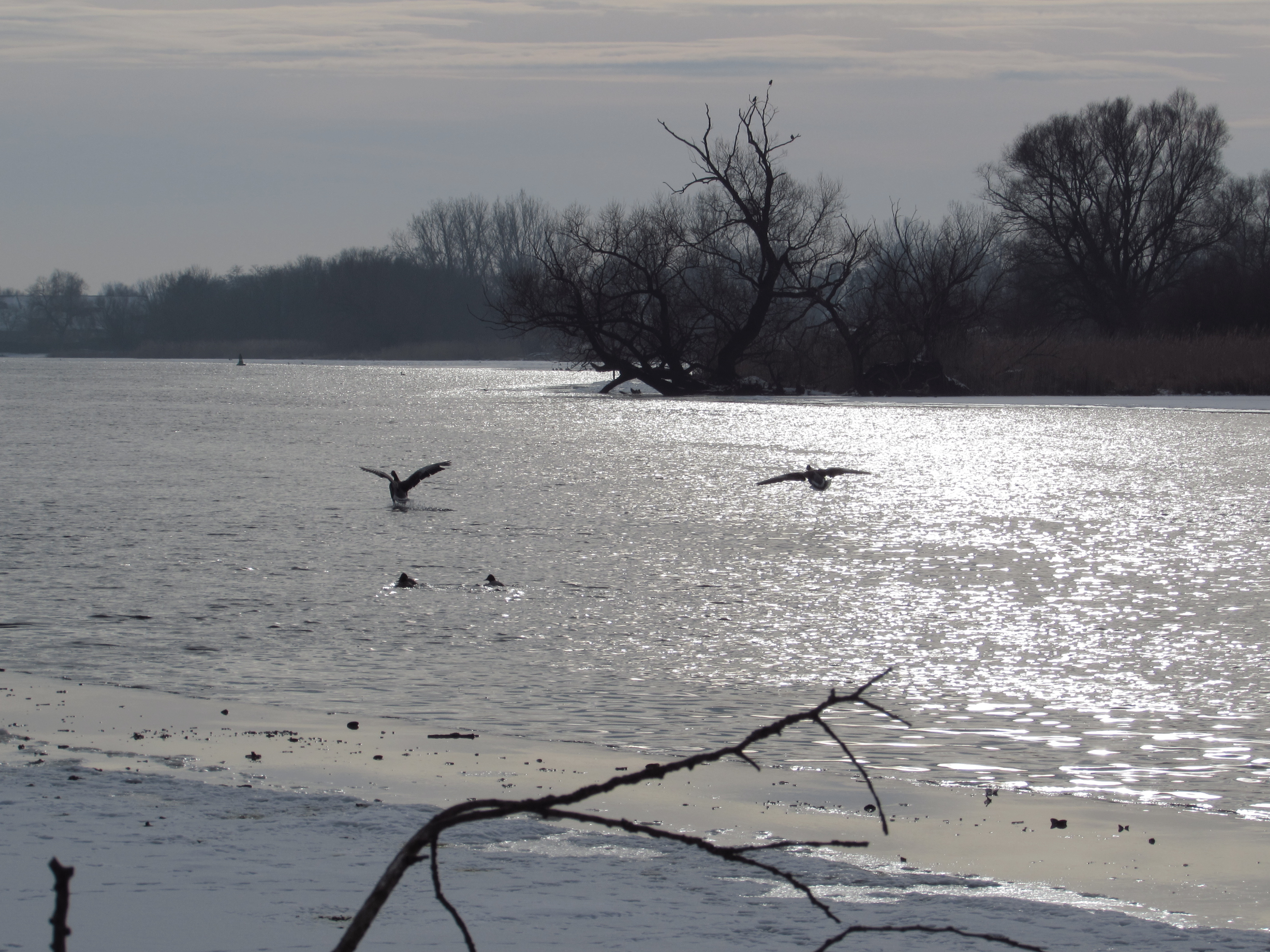
Naturschutzgebiet Untere Havel Süd

Das Naturschutzgebiet Untere Havel Süd besteht seit 1994 beziehungsweise 2009, hat eine Fläche von 3933 Hektar und liegt mit seinen südlichen Anteilen im Stadtgebiet Havelsees. Es ist Durchzugsgebiet nordischer Gänse und verschiedener Entenarten und Watvögel. Charakteristisch für das Gebiet der Unteren Havel sind die Vielzahl von fließenden, stehenden, zeitweise durchströmten und temporären Gewässern. Typische große nährstoffreiche Flachwasserseen wie der Pritzerber See sind von vielgestaltigen Verlandungszonen umgeben, an welche sich großflächige feuchte Wiesen und Weiden anschließen. Mehr als 1000 gefährdete oder vom Aussterben bedrohte Tier- und Pflanzenarten finden sich aufgrund der hohen Dichte unterschiedlicher Lebensräume in den Unteren Havelniederungen. Bis zu 90.000 Bläss- und Waldsaatgänse rasten an der Unteren Havel. Weitere im Schutzgebiet anzutreffende Arten sind Seeadler, Weißstorch, Rotschenkel, Großer Brachvogel, Kampfläufer, Höckerschwan, Singschwan, Zwergschwan, Biber, Fischotter, Ringelnatter, Kammmolch, Moorfrosch, Kreuzkröte, Kornblume, Sumpf-Wolfsmilch, Sumpf-Platterbse und Gottes-Gnadenkraut. Das Naturschutzgebiet Untere Havel Süd liegt vollständig im europäischen Vogelschutzgebiet Niederung der Unteren Havel und mit einem Teil seiner Fläche im FFH-Gebiet Niederung der Unteren Havel/Gülper See.

### Naturschutzgebiet Pritzerber Laake

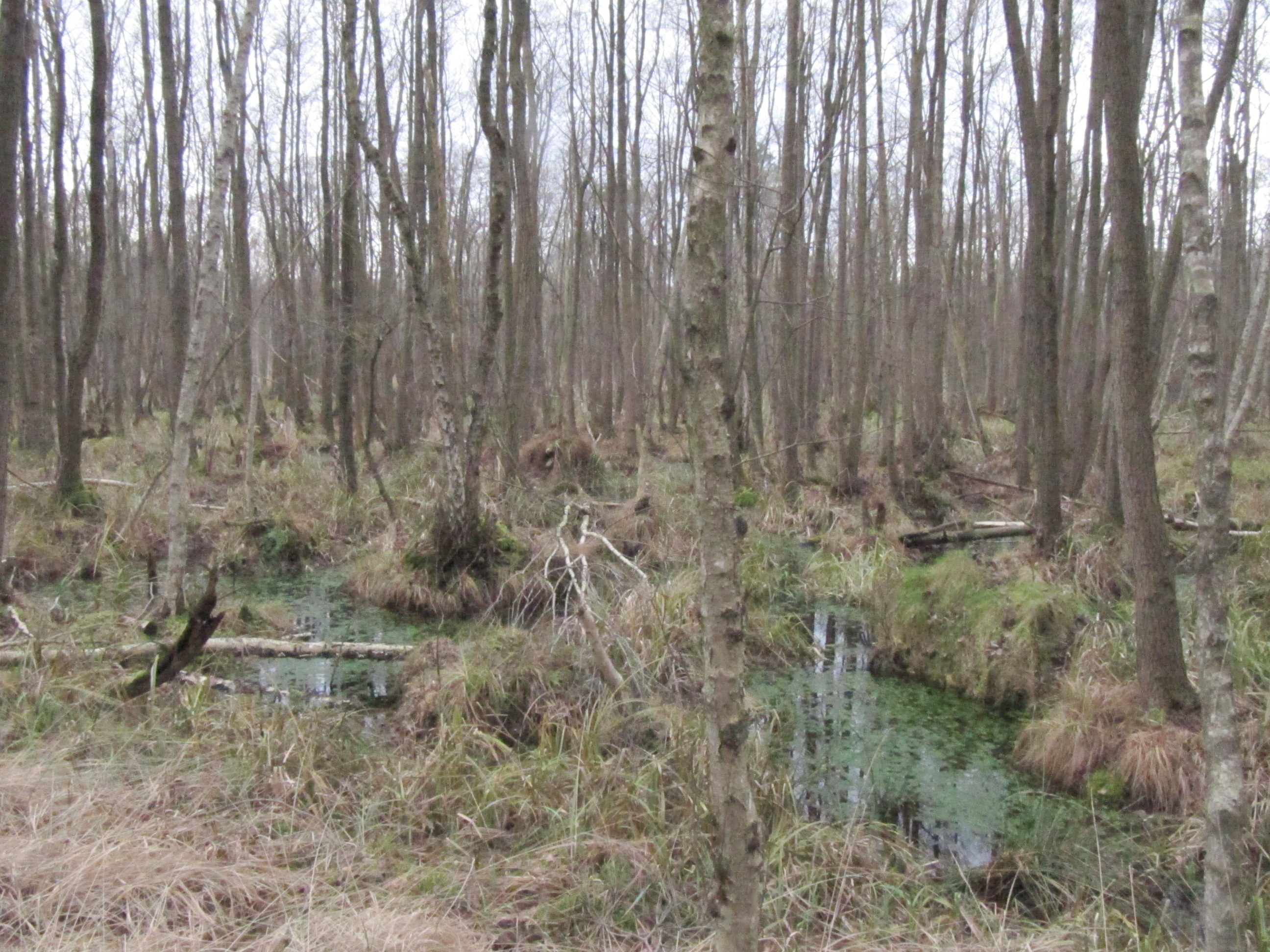
Erlenbruchwald Pritzerber Laake

Im Nordwesten Havelsees liegt in der Unteren Havelniederung das 1994 ausgewiesene und 1270 Hektar große Naturschutzgebiet Pritzerber Laake. Während der letzten Eiszeit bildete sich eine Schmelzwasserrinne, in der sich das Feuchtgebiet befindet. Vorrangige Vegetationsform sind Erlenbruchwälder mit der vorherrschenden Moorbirke in einer für das Land Brandenburg einzigartigen Flächenausdehnung. In den Bruchwäldern liegen einige kleine Gewässer, die sich in ehemaligen Tongruben bildeten, aus denen der Rohstoff für umliegende Ziegeleien gewonnen wurde. Diese anthropogenen Seen sind Lebensraum seltener Tier- und Pflanzenarten. Im Naturschutzgebiet leben Biber und Fischotter. Durchbrochen werden die Bruchwälder von Sandrücken mit Kiefern- und Eichenwäldern. Die Laubmischwälder sind Heimat von streng geschützten Arten wie Hirschkäfer, Schwarzstorch und Seeadler. Auch gibt es seltene Fledermausarten wie die Mopsfledermaus, die in den alten Bäumen siedeln, und eine Vielzahl an Rotwild. Weitere im Naturschutzgebiet heimische Arten sind Kranich, Bitterling, Kammmolch, Sumpf-Knabenkraut, Brenndolde, Fleischfarbenes Knabenkraut, Königsfarn und Wasserfeder. 511 Hektar des Naturschutzgebietes Pritzerber Laake gehören zum FFH-Gebiet Pritzerber Laake und zum europäischen Schutzgebietsnetz Natura 2000.

## Wirtschaft

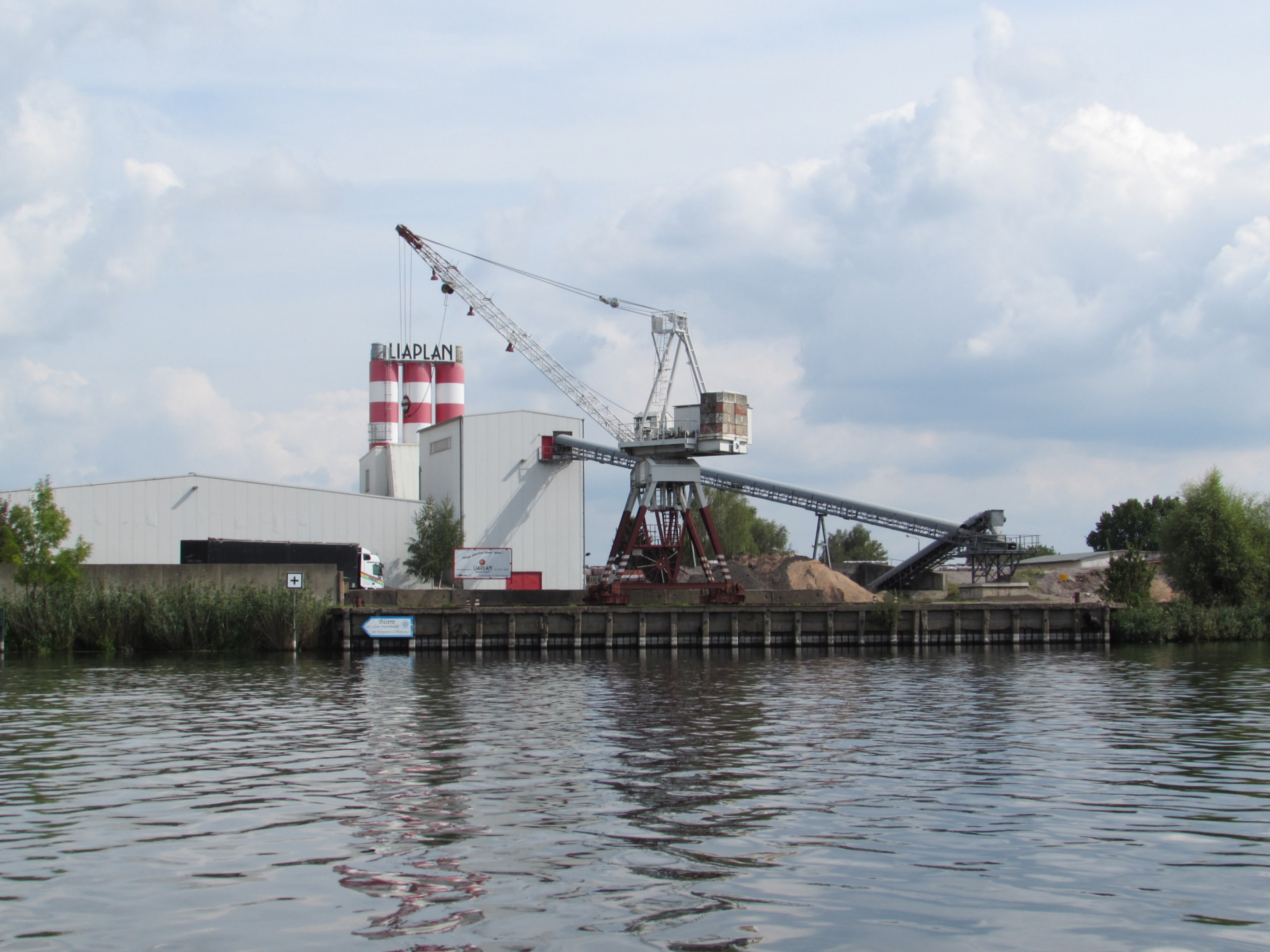
Hafenanlage des Bausteinwerks Krahnepuhl

Eine wachsende wirtschaftliche Rolle spielt der Tourismus, wobei sich vor allem der Natur- und Wassertourismus immer stärker entwickelt. Gründe dafür sind der Reichtum an weitgehend naturbelassenen Gewässern (in erster Linie die Havel) und an Waldgebieten. Havelsee ist bei Eisfreiheit über den Fluss und die mit ihm verbundenen Wasserstraßen mit privaten Booten ganzjährig erreichbar. In Havelsee gibt es ausschließlich klein- und mittelständische Unternehmen. Im Ortsteil Fohrde befindet sich ein Asphaltwerk und ein Mörtelwerk, im zum Ortsteil Briest gehörenden Krahnepuhl ein Bausteinwerk. Auf der ehemaligen Deponie Fohrde, die in einem ehemaligen Tagebau zur Abfallentsorgung vor allem der Stadt Brandenburg an der Havel angelegt war, befindet sich jetzt ein Wertstoffhof. Im Stadtgebiet gibt es fünf ausgewiesene Bergbauflächen. Drei liegen an der B 102 südlich von Fohrde am Fohrder Berg, und jeweils eine befindet sich an der L 98 südlich von Marzahne am Eichberg und nördlich von Marzahne an der Stadtgrenze zu Nennhausen. Sie dienen der Gewinnung von Sand und Kies im Tagebau. Auf den Flächen des ehemaligen Flugplatzes Brandenburg-Briest befindet sich seit 2011 der Solarpark Brandenburg-Briest, der zur Zeit seiner Fertigstellung der größte Solarpark Europas war. Er besteht aus 383.000 Modulen und ist für Spitzenleistungen von bis zu 91 Megawatt ausgelegt.

### Landwirtschaft
Die Landwirtschaft ist ein bedeutender Wirtschaftsfaktor in der Stadt. 3453 Hektar der Flächen der Stadt werden landwirtschaftlich genutzt. Das entspricht einem Anteil von 42,4 Prozent. Die natürlichen Voraussetzungen für Ackerbau sind unterschiedlich zu bewerten. Einerseits dominieren in weiten Gebieten sandige, trockene und nährstoffarme Böden, andererseits sind weite Bereiche ehemaliger Moorflächen ertragreich. Als Gebiet mit sehr hohem Ertragspotential werden die Landwirtschaftsflächen zwischen Fohrde und Tieckow beschrieben. Weitere landwirtschaftliche Flächen mit hohem Ertrag befinden sich rund um den Pritzerber See, beiderseits der Havel ab Pritzerbe, im Marzahner Fenn und in der Pritzerber Laake.

### Forstwirtschaft

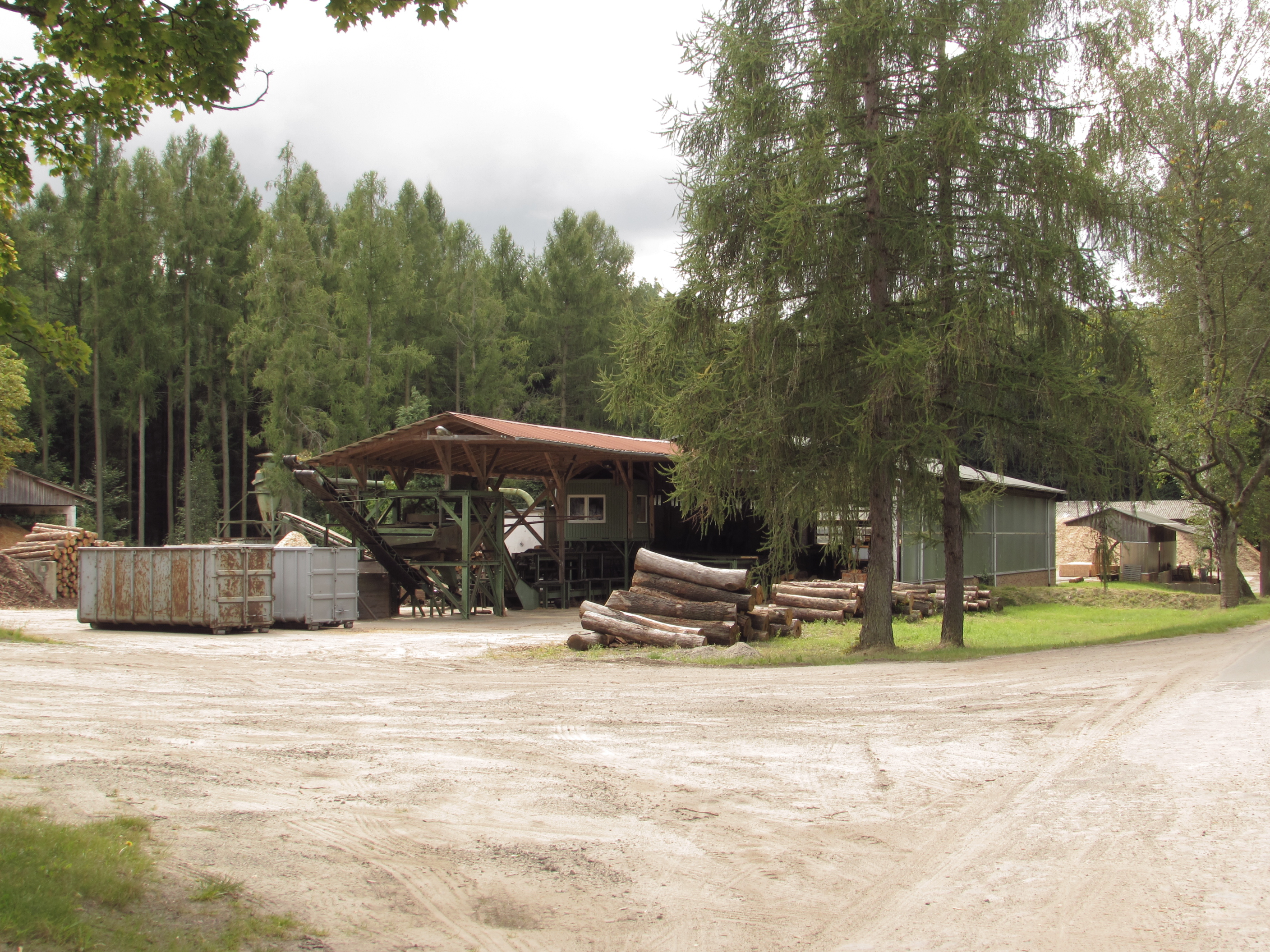
Sägewerk im Seelensdorfer Forst

In Havelsee gibt es 3182 Hektar Waldfläche. Größte zusammenhängende Waldgebiete sind der Seelensdorfer Forst, der noch immer überwiegend dem Domstift Brandenburg gehört, und die Pritzerber Laake. Das Domstiftsforstamt bewirtschaftet circa 1800 Hektar Wald. Die weitaus größten Teile der forstwirtschaftlichen Flächen Havelsees sind mit Kiefern bestockt, davon im domstiftseigenen Wald 1400 Hektar. Bei den Kiefernforsten Havelsees handelt sich meist um einstufige Reinbestände, sogenannte Altersklassenwälder. Hintergrund ist, dass in den ersten beiden Jahrzehnten nach dem Zweiten Weltkrieg umfangreiche Kahlschläge erfolgten, die unter der Vorgabe einer maximalen Holzproduktion monokulturell wieder aufgestockt wurden. In den letzten Jahren ist jedoch ein forstwirtschaftlicher Umbau dieser Wälder festzustellen. Es wird verstärkt von den Monokulturen abgesehen und stattdessen die Entwicklung von naturnäheren Laubmisch- und Laubwäldern vorangetrieben. Eine Ausnahme innerhalb Havelsees bildet die Pritzerber Laake. Sie ist als Moor- und Erlenbruchwald Havelsees einziges größeres zusammenhängendes Laub- und Mischwaldgebiet und liegt im Norden der Stadt. Im Seelensdorfer Forst betreibt das Domstift Brandenburg ein eigenes Sägewerk.

### Fischerei

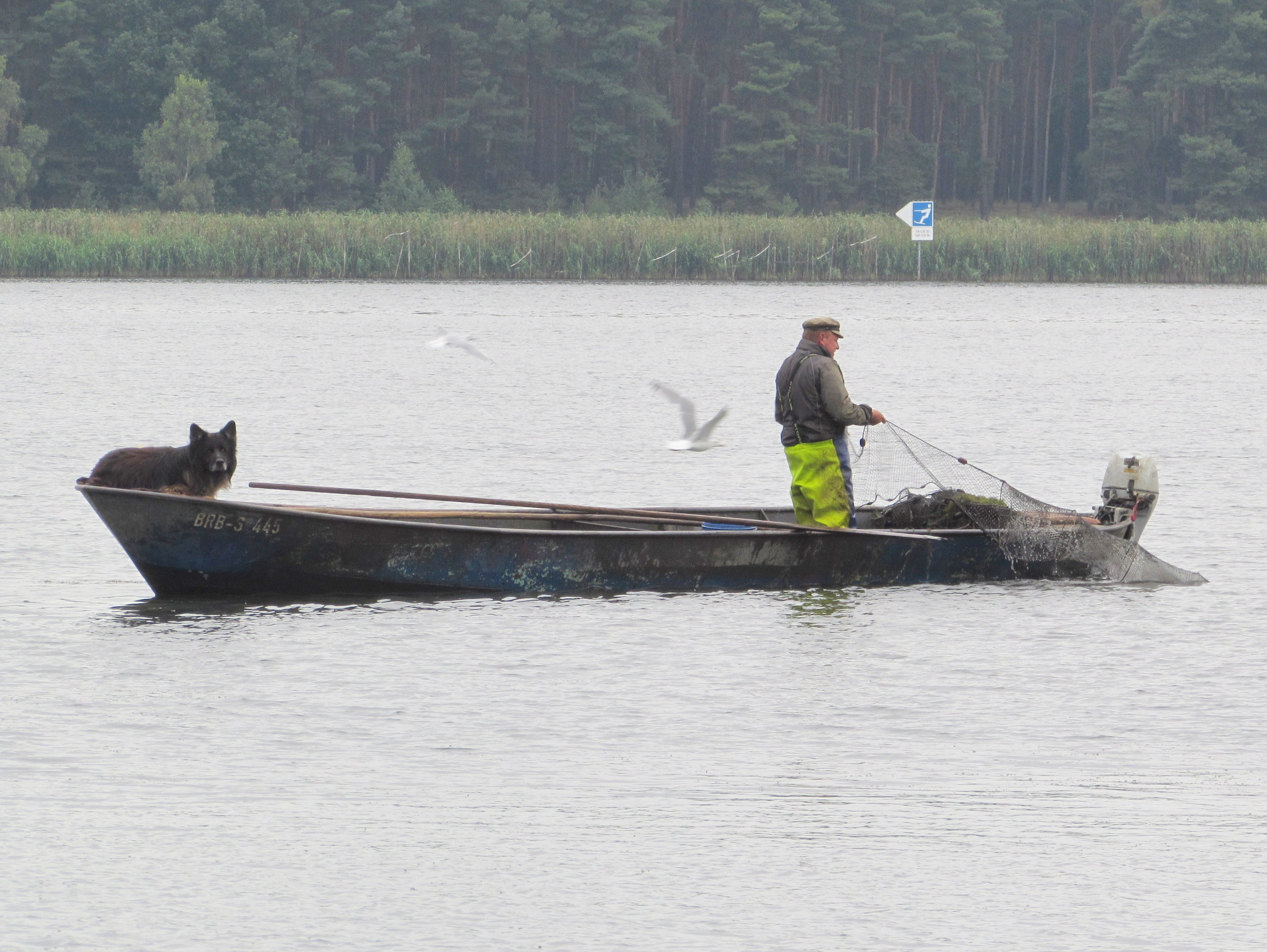
Berufsfischerei in Havelsee

Die Gewässer nehmen in Havelsee 585 Hektar oder 7,2 Prozent der Fläche der Stadt ein. Die Fischerei hat in den flussnahen Ortsteilen der Stadt eine jahrtausendelange Tradition. Im Stadtgebiet gibt es noch drei gewerbliche Fischereien, die Havelfisch fangen, zubereiten und verkaufen. Zwei befinden sich im Ortsteil Briest und eine in Pritzerbe. Der gewerbliche Fischfang wird auf der Havel und dem Pritzerber See betrieben und erfolgt extensiv mit Reusen und Stellnetzen. Daneben werden die größeren und kleineren Gewässer Havelsees noch privat vom Ufer oder von Booten aus beangelt.

## Infrastruktur

### Verkehr

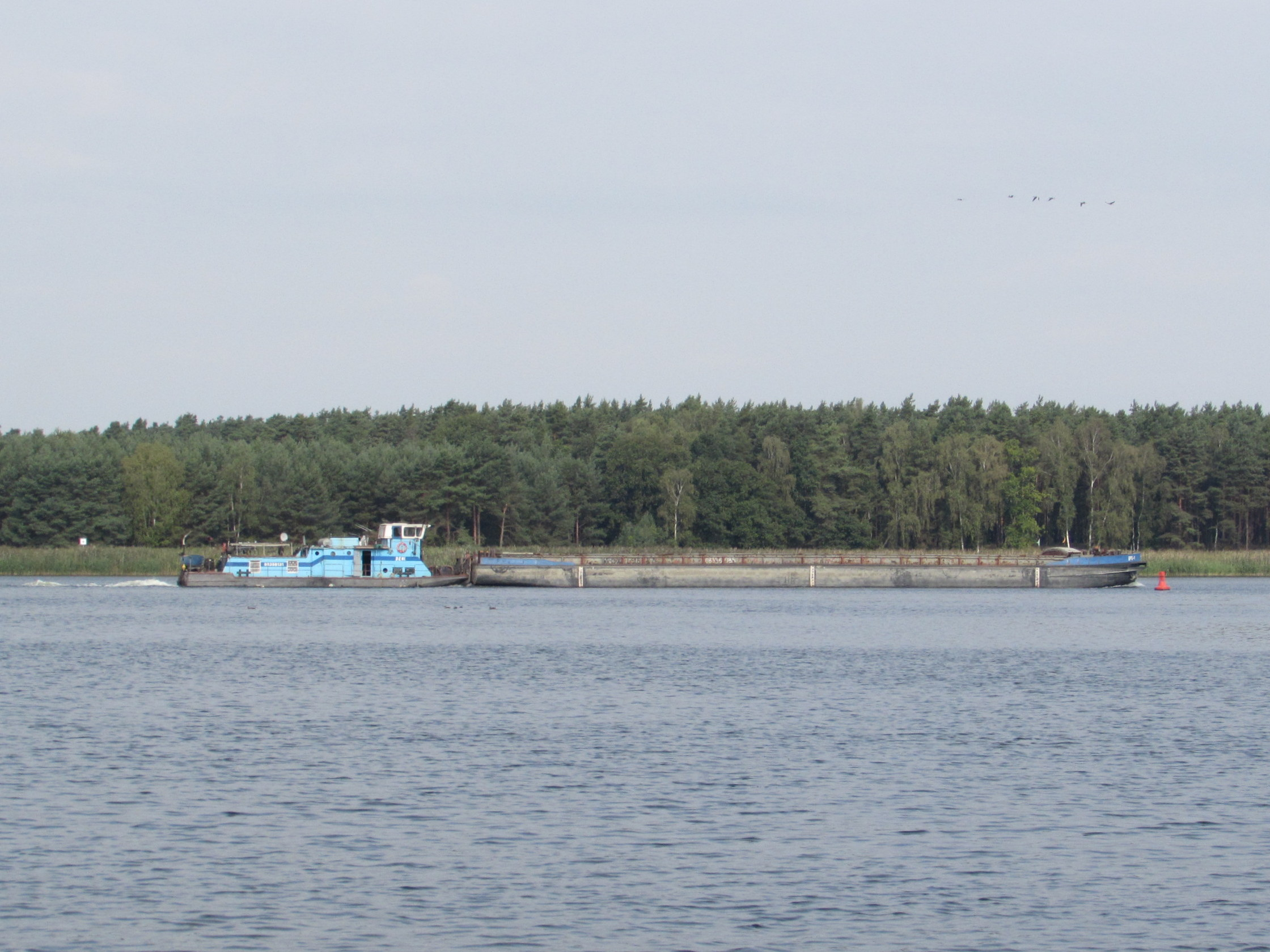
Berufsschifffahrt auf der Havel in Havelsee

Havelsee verfügt über Anbindungen an die drei wichtigsten Verkehrsträger Straße, Schiene, Wasserweg. Es liegt an der Bundesstraße 102, die von Luckau nach Bückwitz führt und Anschlussstellen zu den Bundesautobahnen A 2 und A 9 hat. Die Landesstraße 962 von Fohrde über Tieckow und Briest verbindet die Bundesstraße 102 mit der Bundesstraße 1 durch das Stadtgebiet. Weitere landeseigene Hauptstraßen in der Stadt sind die Landesstraße 99, die von Pritzerbe über Marzahne in Richtung Nordost nach Märkisch Luch und die Landesstraße 98, die aus Brandenburg kommend durch Marzahne im Norden nach Nennhausen führt. Von der L 98 zweigt nördlich von Marzahne die Landesstraße 982 nach Garlitz in der Gemeinde Märkisch Luch ab. Die einzige Kreisstraße Havelsees, die K 6953, führt von der Landesstraße 99 nach Hohenferchesar.

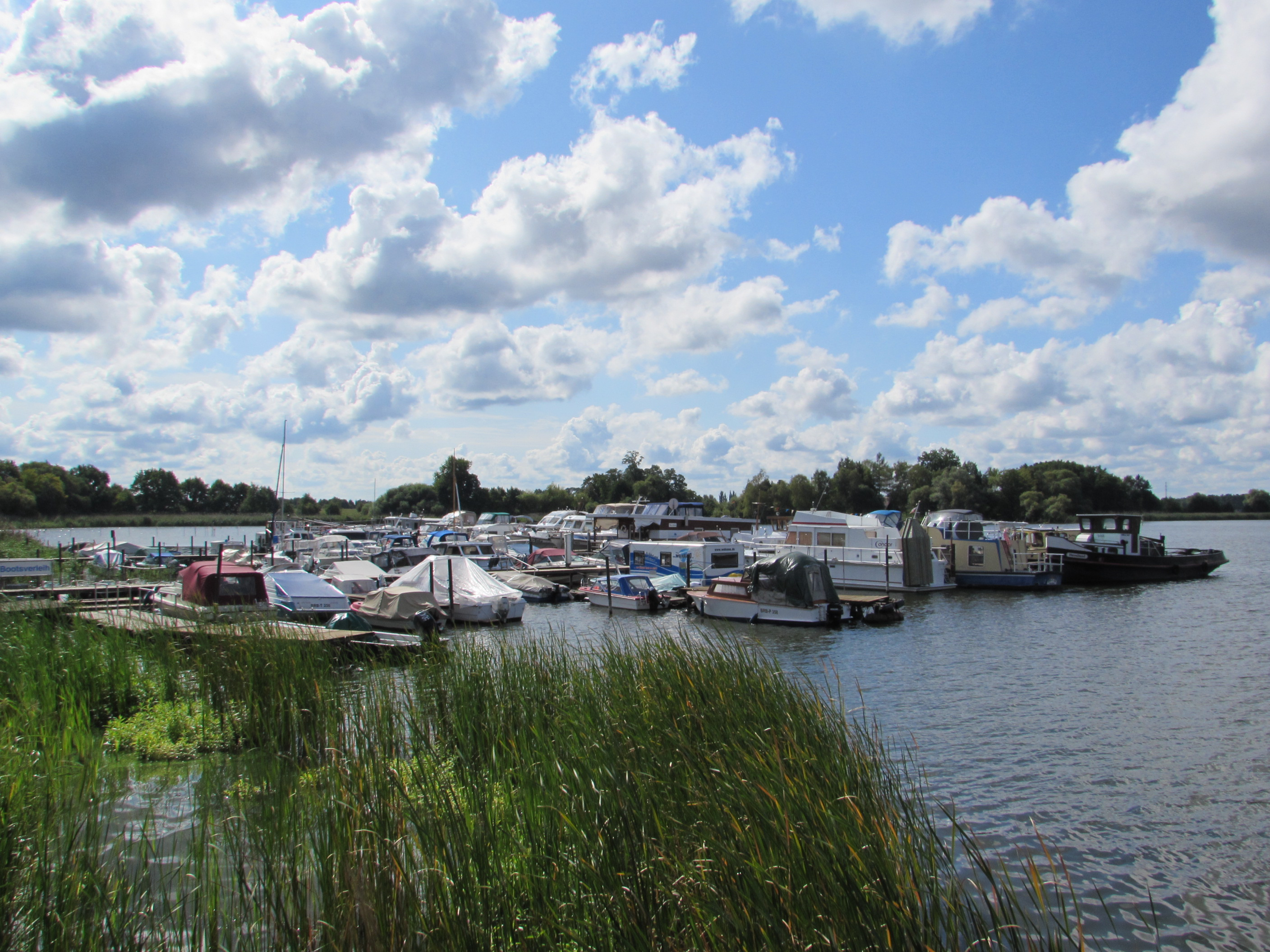
Hafen Pritzerbe

Havelsee liegt mit einigen Hafenanlagen an der Unteren Havel, einem Abschnitt der Unteren Havel-Wasserstraße und ehemals bedeutenden und viel befahrenen Binnenschifffahrtsweg zwischen den größten deutschen Städten Berlin und Hamburg. Die Wasserstraße hat im Stadtgebiet die Binnenwasserstraßenklasse III. Dies bedeutet, dass in diesem Bereich Fahrzeuge und Verbände bis 67 Meter Länge und 8,25 Meter Breite zugelassen sind. Unmittelbar in Fließrichtung unterhalb der Stadtgrenze Havelsees befindet sich in einem Durchstich die Schleuse Bahnitz. Die Kahnschleuse Bahnitz an einer Staustufe, dem Wehr Bahnitz auf der Stadtgrenze, lag ursprünglich am rechten Ufer in Havelsee. Bei der Modernisierung des Wehres wurde jedoch der Altbau abgerissen und auf der Bahnitzer Seite bis 2011 eine neue Kahnschleuse errichtet. Auf der Havelseeschen Seite des Wehres wurde anstelle der alten Kahnschleuse ein Fischaufstieg errichtet.
Während der Fluss im Bereich Havelsees früher als Hauptverkehrsweg einem Großteil der Berufsschifffahrt zwischen dem Hamburger Hafen, den Industriegebieten flussabwärts und den Städten Brandenburg und Berlin diente, hat sich dieses Bild mittlerweile geändert. Bedingt durch die weitreichende Deindustrialisierung im Osten und die Verlagerung der Verkehrswege, weg von der Elbe wasserstandsunabhängig auf den Elbeseiten- und den Mittellandkanal, nahm in den Nachwendejahren die Berufsschifffahrt auf dem Flussabschnitt stetig ab. Sie spielt bei weitem nicht mehr die Rolle früherer Jahrzehnte. Es gab jedoch einen sehr starken Zuwachs in der Sport- und Freizeitschifffahrt. Die Hafenanlagen im Stadtgebiet Havelsees umfassen den Stadthafen Pritzerbes mit einer Anlegestelle für Fahrgastschiffe, Marinas für Motor- und Segelboote und die Kaianlagen am Baustoffwerk in Krahnepuhl.

#### Öffentlicher Nahverkehr
Die Stadt Havelsee ist seit 1999 Teil des Verkehrsverbundes Berlin-Brandenburg (VBB), des flächengrößten Verkehrsverbundes Deutschlands. Havelsee ist als Umlandgemeinde der Tarifzone C der Stadt Brandenburg an der Havel zugeordnet. Im VBB-Tarif nutzbar sind in Havelsee die Regionalbahn und die regionalen Busverbindungen. Es werden fünfzehn Bushaltestellen und zwei Bahnhöfe beziehungsweise Haltepunkte bedient. Daneben gibt es zwischen Pritzerbe und Kützkow eine Fährverbindung über die Havel.

##### Regionalbahn
| \| \| \| Rathenow \| \| \| \| Mögelin \| \| \| \| Premnitz Nord \| \| \| \| Premnitz Zentrum \| \| \| \| Döberitz \| \| \| \| Pritzerbe \| \| \| \| Pritzerber See \| \| \| \| Fohrde \| \| \| \| Görden \| \| \| \| Brandenburg-Altstadt \| \| \| \| Brandenburg Hauptbahnhof \| |  |                          |                          |
| Bahnhof |  | Rathenow                 | Rathenow                 |
| Haltepunkt / Haltestelle |  | Mögelin                  | Mögelin                  |
| Haltepunkt / Haltestelle |  | Premnitz Nord            | Premnitz Nord            |
| Haltepunkt / Haltestelle |  | Premnitz Zentrum         | Premnitz Zentrum         |
| Haltepunkt / Haltestelle |  | Döberitz                 | Döberitz                 |
| Bahnhof |  | Pritzerbe                | Pritzerbe                |
| Brücke über Wasserlauf |  | Pritzerber See           | Pritzerber See           |
| Haltepunkt / Haltestelle |  | Fohrde                   | Fohrde                   |
| Haltepunkt / Haltestelle |  | Görden                   | Görden                   |
| Bahnhof |  | Brandenburg-Altstadt     | Brandenburg-Altstadt     |
| Bahnhof |  | Brandenburg Hauptbahnhof | Brandenburg Hauptbahnhof |

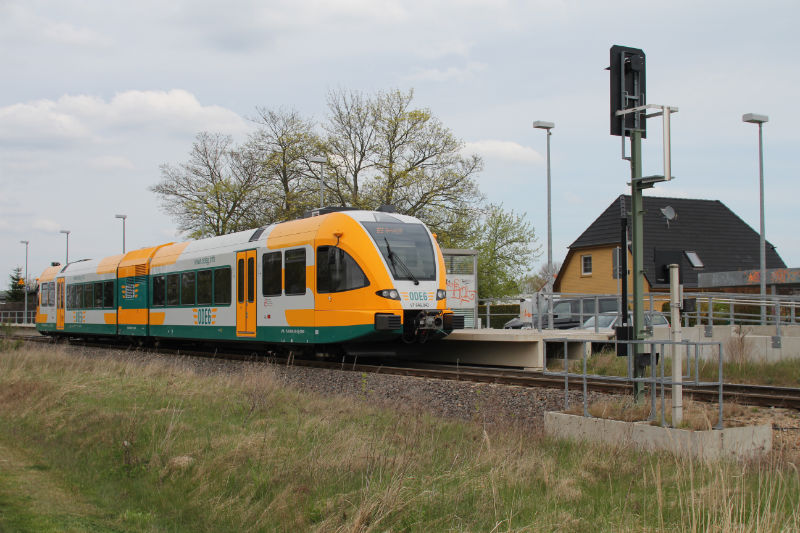
Regionalbahn 51 am Haltepunkt Fohrde

An der eingleisigen Regionalbahnlinie (RB 51) zwischen Brandenburg und Rathenow liegen in Havelsee der Bahnhof Pritzerbe und der Haltepunkt Fohrde. 1904 wurde das Stadtgebiet über die private Brandenburgische Städtebahn an das deutsche Eisenbahnnetz angeschlossen. Die ursprüngliche Strecke führte von Treuenbrietzen im Süden über Belzig, Brandenburg, Rathenow nach Neustadt (Dosse) im Norden. Nach dem Zweiten Weltkrieg wurde der Betrieb von der Deutschen Reichsbahn übernommen. In den folgenden Jahrzehnten wurden zunächst die Teilstrecke Treuenbrietzen–Belzig, später auch Belzig–Brandenburg und Rathenow–Neustadt stillgelegt, sodass der Abschnitt Brandenburg–Rathenow, an dem Havelsee liegt, das letzte in Betrieb befindliche Teilstück der ehemaligen Brandenburgischen Städtebahn ist. AB 1994 erbrachte die Deutsche Bahn AG die Verkehrsleistungen auf der Strecke. Zwischen 2003 und 2005 wurde der Abschnitt für 55 Millionen Euro saniert und am 27. Juni 2005 wieder in Betrieb genommen. Von 2007 bis Dezember 2011 betrieb die Ostseeland Verkehr die Strecke als MR 51. Seit Dezember 2011 ist die Ostdeutsche Eisenbahn Betreiber, die die Linie zunächst als OE 51 bezeichnete. Seit 2012 wird sie wieder als RB 51 geführt. Die Strecke wird im Personennahverkehr mit Triebwagen Stadler GTW befahren.

##### Regionaler Busverkehr
Drei regionale Busverbindungen in die Nachbarstädte Brandenburg an der Havel und Premnitz und in die Gemeinden Beetzsee und Bensdorf dienen vor allem dem Schülerverkehr. Betreiber ist die Verkehrsgesellschaft Belzig mbH (VGB) mit dem Sitz in der Kreisstadt Potsdam-Mittelmarks. Die Buslinie 564 verbindet Brandenburg über die Gemeinde Beetzsee mit Havelsee, die Linie 570 Brandenburg über Havelsee mit Bensdorf und die Linie 571 Brandenburg über Havelsee mit Premnitz. Auf allen drei Linien gibt es ausschließlich an Werktagen (ohne Samstage) in den frühen Vormittags- und Nachmittagsstunden Verbindungen ohne jede Taktung. Teilweise ist der Verkehr auch unter der Woche ausschließlich auf Schultage reduziert. So wird beispielsweise die Linie 571 grundsätzlich nur während der Schulzeit bedient. Die Linien 564 und 570 verkehren in der schulfreien Zeit nur an zwei Wochentagen und ausgedünnt.

##### Havelfähre

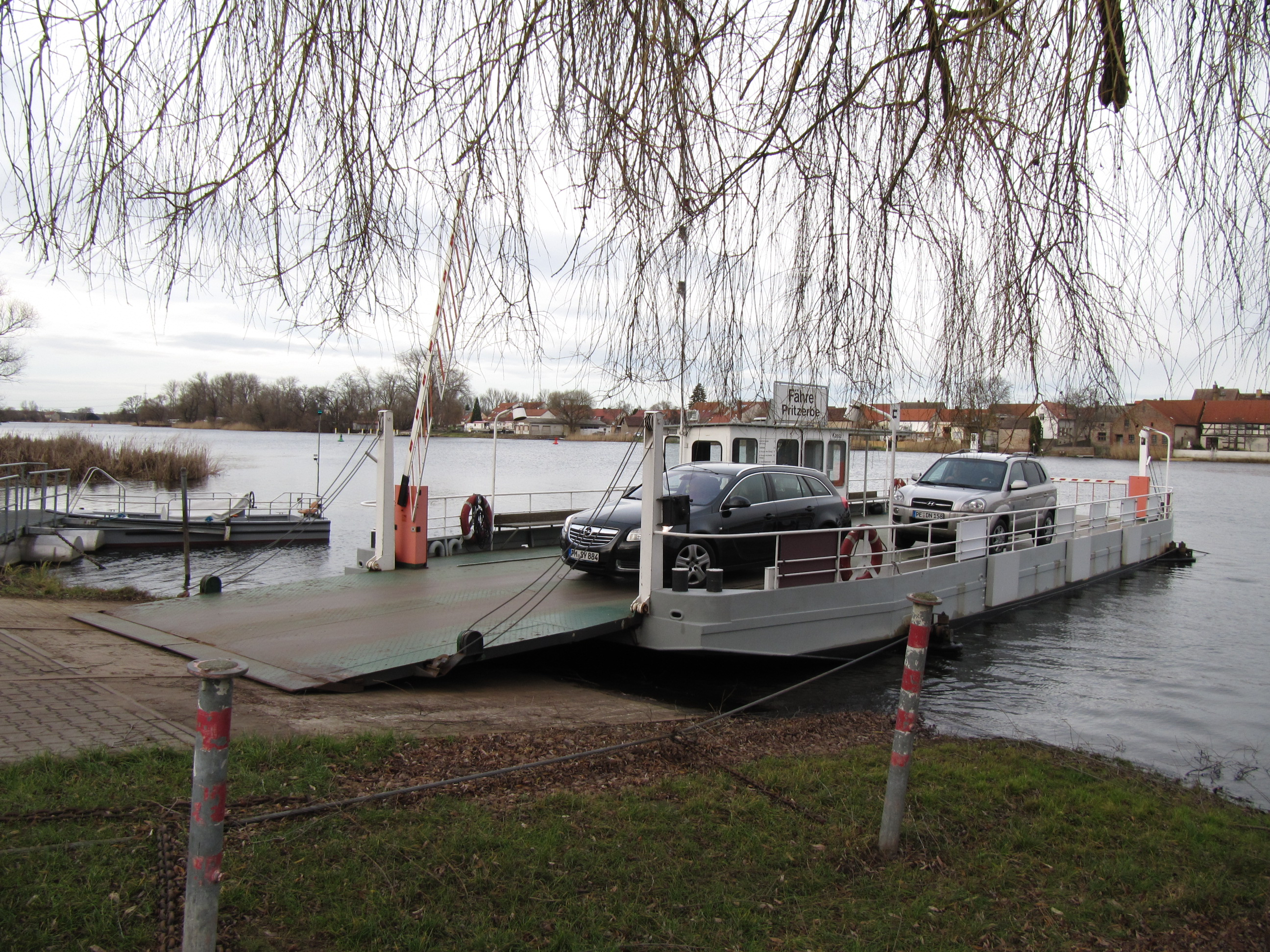
Fähre am Ufer von Kützkow

Zwischen Pritzerbe und dem Gemeindeteil Kützkow verkehrt die nicht frei fahrende Fähre Pritzerbe über die Havel. Eine Fährverbindung an dieser Stelle besteht grundsätzlich schon spätestens seit dem Jahr 1385, als sie das erste Mal urkundlich erwähnt wurde. In den frühen Jahrhunderten wurden die Fährkähne zunächst über die Havel gestakt. Seit dem späten 18. Jahrhundert wurden Besitzerwechsel der Fähre in den Grundbüchern der Stadt vermerkt. So erwarb 1788 der Fährmann Johann Friedrich Hartwig die Rechte an der Fährverbindung von der Königlichen Kriegs- und Domänenkammer zu Magdeburg. Durch Erbschaften kamen diese Rechte 1818 an den Kaufmann August Wilhelm Friedrich Hartwig und 1834 an dessen Witwe Caroline Friederike, geborene Hintze. Sie verkaufte ihre Rechte 1855 an den Kaufmann Wilhelm Gottlieb Robert Hartwig. 1883 genehmigte der Regierungspräsident von Diesberg eine Ketten- beziehungsweise Seilfähre. Für den Betrieb der Fähre an einem Fährseil wurde eine jährliche Anerkennungsgebühr von damals fünf Reichsmark erhoben. Am 27. Dezember 1922 wurde die Fähre an die Rittergutsbesitzer Gustav von Schnehen aus Kützkow und Botho von Knoblauch aus Buschow und an den Kaufmann Friedrich Stimming aus Pritzerbe jeweils zu gleichen Anteilen verkauft. Am 3. Juli 1925 übernahm der Verkehrsverein Pritzerbe-Kützkow e. V. Pritzerbe die Fähre. Am 7. September 1932 wurde die Stadt Pritzerbe Eigentümer.
Zum Ende des Zweiten Weltkriegs wurde die Fähre von deutschen Truppen gesprengt, sodass nach dem Krieg ein neues Fährschiff beschafft werden musste. Pächter waren Wilhelm Schwarz, Fritz Dammasch und Walter Wernsdorf, die im Dreischichtbetrieb arbeiteten. Die neue Fähre wurde an zwei Seilen geführt und mit sogenannten Holzklemmen gezogen. Gegen Ende der 1950er Jahre wurde erstmals eine motorisierte Fähre eingesetzt, die bis 1990 mit einem Einzylinder-Dieselmotor angetrieben wurde. Im Zusammenhang mit einer Erhöhung des Pachtzinses nach der Motorisierung der Fähre wurden die Pachtverhältnisse aufgegeben. Betreiber war zunächst die Stadt Pritzerbe und ist jetzt die Stadt Havelsee. Schwarz und Dammasch gaben den Fährdienst später auf, Walter Wernsdorf arbeitete als Fährmann im Dienste der Stadt Pritzerbe. 1991 wurde die Fähre wieder durch einen Neubau ersetzt, der von einem Dieselmotor angetrieben wird. Dieser Motor wirkt über eine Kupplung auf Kettenräder auf eine lange, quer im Fluss verlegte Kette. Das Fährfahrzeug zieht sich an dieser Kette über die Havel. Ein Drahtseil dient als Führung und Sicherung. Gegenwärtig sind vier Fährleute bei der Kommune angestellt. In den Sommermonaten mit dem größten Fahrgastaufkommen werden täglich bis zu 500 Personen und 100 Fahrzeuge übergesetzt.

### Bildungseinrichtungen

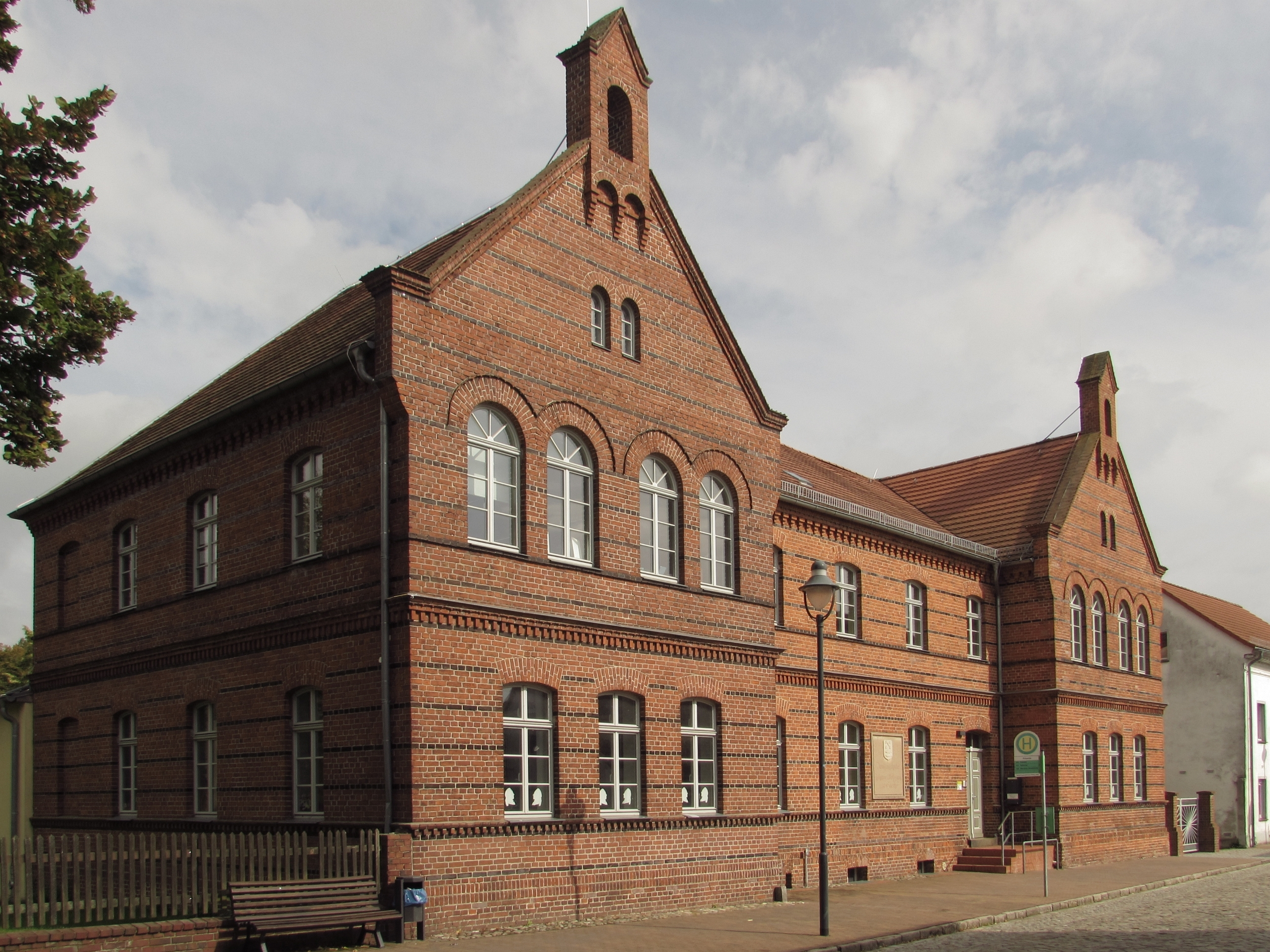
Denkmalgeschütztes Schulgebäude der Grundschule im Ortsteil Pritzerbe

Die einzige Schule im Stadtgebiet ist die heutige Grundschule „Johann Wolfgang von Goethe“ unter anderem in einem 1853/54 errichteten und denkmalgeschützten Backsteingebäude an der Kirchstraße im Ortsteil Pritzerbe. In der Grundschule werden die Schüler Havelsees bis zum Ende der sechsten Klasse unterrichtet. Die Pritzerber Schule war erst eine Volksschule und ist seit dem Jahr 1949 nach Goethe benannt. Von 1958 bis 1992 war sie zehnjährige Polytechnische Oberschule und wurde dann in eine Grundschule umgewandelt. Die nächstgelegenen weiterführenden Schulen befinden sich in den Städten Brandenburg und Premnitz.
Die Villa Reichstein im Ortsteil Fohrde ist heute als Villa Fohrde eine von einem gemeinnützigen Verein getragene Bildungs- und Tagungsstätte. In der Einrichtung werden Seminare und andere Veranstaltungen angeboten und durchgeführt. Zwischen 1950 und 1992 war in dem Gebäude die ehemalige August-Bebel-Schule untergebracht.

### Öffentliche Einrichtungen
In Fohrde und in Pritzerbe gibt es jeweils einen Kindergarten, in Pritzerbe darüber hinaus einen Hort. Die Freiwillige Feuerwehr Havelsee besteht aus den Freiwilligen Feuerwehren der Orts- und Gemeindeteile. Feuerwehrhäuser mit Lösch- und Einsatzfahrzeugen gibt es in Briest, Fohrde, Hohenferchesar, Kützkow, Marzahne, Pritzerbe und Tieckow. Im Seelensdorfer Forst steht ein Feuerwachturm.
Das Rathaus der Stadt Havelsee befindet sich im Rathaus der ehemaligen Stadt Pritzerbe. In Pritzerbe befindet sich auch ein Polizeiposten, der jedoch nur an einem Tag in der Woche für wenige Stunden besetzt ist.

### Medizinische Einrichtungen

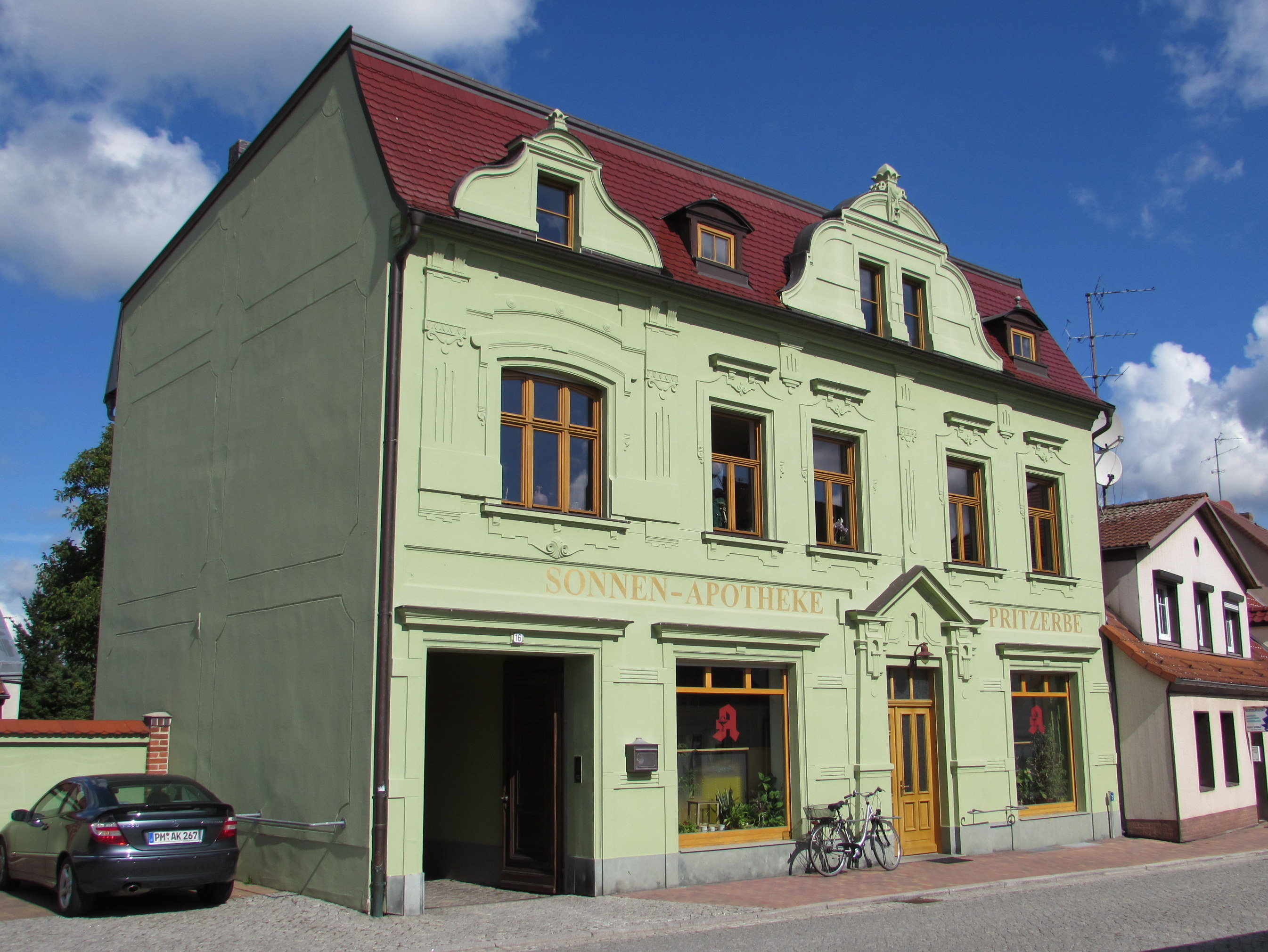
Apotheke in Pritzerbe

Eine Allgemeinarztpraxis in Fohrde und eine Allgemeinarzt- und eine Zahnarztpraxis in Pritzerbe gewährleisten die medizinische ambulante Grundversorgung in der Stadt. In Pritzerbe gibt es daneben eine Apotheke. Physiotherapeutische Praxen befinden sich in den Ortsteilen Pritzerbe und Marzahne.
Die nächstgelegenen Krankenhäuser befinden sich in der Stadt Brandenburg. Das Universitätsklinikum Brandenburg an der Havel dient als Krankenhaus der Schwerpunktversorgung. Das Sankt-Marien-Krankenhaus ist ein geriatrisches, die Asklepiosklinik ein neurologisches und psychiatrisches Spezialkrankenhaus und die Heliosklinik Hohenstücken eine neurologische Rehabilitationseinrichtung. Für den Rettungsdienst sind die Rettungswachen in Brandenburg und Bollmannsruh (Gemeinde Päwesin) zuständig. Der nächstgelegene Standort eines Rettungshubschraubers befindet sich ebenfalls in der Stadt Brandenburg.

### Medien
Die Tageszeitung mit der meistverkauften Auflage in Havelsee ist die Märkische Allgemeine mit Sitz in Potsdam. Die auch für Havelsee zuständige Lokalredaktion hat ihren Sitz im benachbarten Brandenburg an der Havel. Neben der Märkischen Allgemeinen gibt es noch die beiden kostenlosen, über Anzeigen finanzierten Zeitungen Brandenburger Wochenblatt (BRAWO) und Preussenspiegel, die regionale und lokale Nachrichten publizieren. Wichtigstes lokales Online-Nachrichten- und Informationsportal ist das seit 2007 betriebene Havelsee.de.

### Sport
Kommunale Sportplätze gibt es in Fohrde und in Pritzerbe. In Pritzerbe gibt es daneben eine Sporthalle. Die Pritzerber Sportanlagen werden außer für den Freizeitsport auch für den Schulsport der Grundschule genutzt. Auf der Havel oberhalb von Tieckow befindet sich eine Wasserschistrecke.
Sportvereine in der Stadt sind der SV Alemania 49 Fohrde mit den Abteilungen Fußball, Schach und Reiten, der SV Volleyball Pritzerbe und der Billardverein 1963 Pritzerbe.

## Persönlichkeiten
- Friedrich von Görne (1670–1745), preußischer Staatsminister, Rittergutsbesitzer von Kützkow
- Robert Hinz (1929–2021), leitete von 1958 bis 1990 als Domstiftsforstmeister das brandenburgische Domstiftsforstamt Seelensdorf
- Lothar Kreyssig (1898–1986), Amtsrichter in Brandenburg an der Havel, Mitglied der Bekennenden Kirche, Euthanasie-Gegner und Begründer der Aktion Sühnezeichen, von 1937 bis 1971 wohnhaft auf dem Bruderhof bei Hohenferchesar
- Walter Kuntze (1883–1960), General der Wehrmacht
- Daniel von Mukede († zwischen 1230 und 1234), Ritter und Brandenburger Domherr, Koadjutor